# Battaglia di Austerlitz
La battaglia di Austerlitz (in francese Bataille d'Austerlitz; in tedesco Schlacht bei Austerlitz; in russo Битва под Аустерлицем?, Bitva pod Austerlicem; in ceco Bitva u Slavkova), detta anche battaglia dei tre imperatori, fu l'ultima e decisiva battaglia svoltasi durante la guerra della terza coalizione, parte delle guerre napoleoniche.
Fu combattuta il 2 dicembre 1805 (11 frimaio, anno XIV del CRF) nei pressi della cittadina di Austerlitz (l'attuale comune di Slavkov u Brna nella Repubblica Ceca, nelle vicinanze di Brno) tra la Grande Armée francese composta da circa 73 000 uomini comandati dall'imperatore Napoleone Bonaparte e un'armata congiunta, formata da russi e austriaci, composta da oltre 85 000 uomini comandati dal generale russo Michail Illarionovič Kutuzov, con la collaborazione del generale austriaco Franz von Weyrother che era stato l'ideatore del piano di battaglia austro-russo.
Dopo avere accerchiato e distrutto un'intera armata austriaca durante la campagna di Ulma, le forze francesi occuparono Vienna il 13 novembre 1805. Gli austriaci riuscirono a evitare ulteriori combattimenti fino all'arrivo dei rinforzi russi. Napoleone necessitava di una vittoria decisiva e, per attirare gli avversari sul terreno di battaglia da lui scelto nei pressi di Austerlitz, finse di trovarsi in difficoltà facendo ripiegare le sue avanguardie e indebolendo deliberatamente il suo fianco destro. I generali austro-russi concentrarono la maggior parte delle forze contro la destra francese, sguarnendo pericolosamente il centro del loro fronte, che subì il violento attacco di sorpresa del IV Corpo del maresciallo Nicolas Jean-de-Dieu Soult. Dopo il crollo del centro nemico, i francesi poterono sbaragliare entrambi i fianchi dello schieramento nemico e costrinsero gli alleati a una fuga disordinata, catturando migliaia di prigionieri.
Francia e Austria conclusero un armistizio immediato cui seguì poco dopo, il 26 dicembre, la pace di Presburgo: il trattato poneva l'Austria fuori sia dalla guerra sia dalla terza coalizione, confermando la perdita austriaca dei territori in Italia a favore della Francia e in Germania a favore degli alleati tedeschi di Napoleone. La cruciale vittoria ad Austerlitz permise a Napoleone di creare la Confederazione del Reno; di conseguenza il Sacro Romano Impero cessò di esistere nel 1806 con l'abdicazione di Francesco II dal trono imperiale.
La battaglia di Austerlitz rappresenta il più grande successo raggiunto da Napoleone nella sua carriera militare e ha assunto una statura quasi mitica nell'epopea napoleonica: grazie alla precisa esecuzione dell'audace ma ingegnoso piano dell'imperatore, i francesi conseguirono una vittoria schiacciante. Viene spesso celebrata come il capolavoro di Napoleone per l'abilità di cui egli diede prova e, per i risultati raggiunti, è stata paragonata alla battaglia di Canne, il famoso trionfo di Annibale.

## Situazione generale

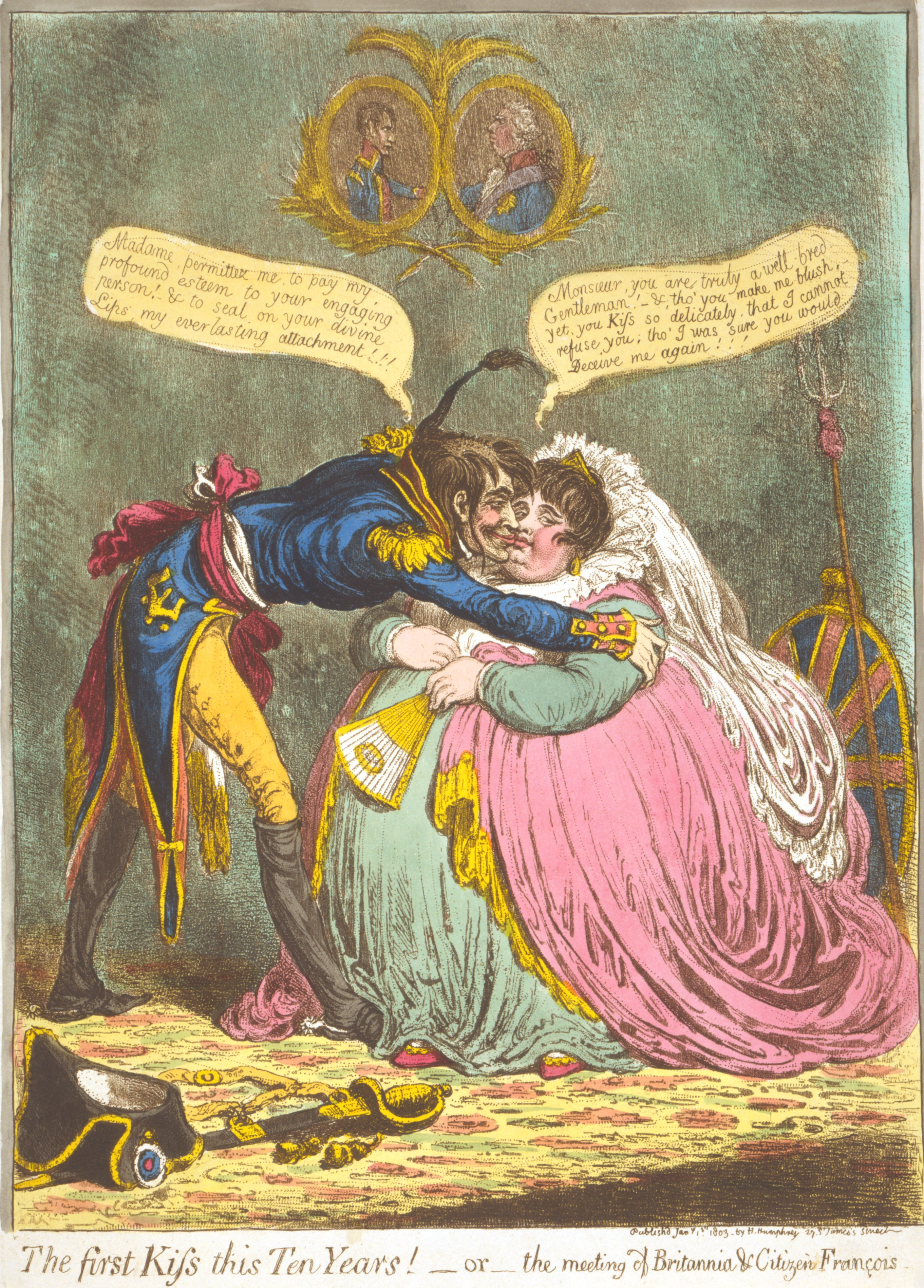
Caricatura sulla pace di Amiens, James Gillray

La campagna d'Italia del 1800 di Napoleone era culminata con la vittoria francese nella battaglia di Marengo che, sebbene non decisiva ai fini del conflitto della seconda coalizione, aveva obbligato gli austriaci ad abbandonare per la seconda volta l'Italia nell'arco di tre anni e a ritirarsi dietro il Mincio. Il 3 dicembre il generale Jean Victor Marie Moreau ottenne finalmente una vittoria decisiva sugli austriaci nella battaglia di Hohenlinden; ormai allo stremo, il 9 febbraio 1801 l'Austria si ritirò dal conflitto con la firma del trattato di Lunéville. Contro la Francia rimase in armi solo il Regno di Gran Bretagna (dal 1º gennaio 1801 "Regno Unito di Gran Bretagna e Irlanda") ma la situazione tra le due potenze divenne di stallo: la Gran Bretagna dominava i mari e precludeva a Napoleone un'invasione delle isole britanniche, ma a sua volta non disponeva di forze di terra sufficienti per insidiare il controllo francese sul continente. Alle due rivali non restò altro che la via dei negoziati; il 25 marzo 1802 fu quindi firmato il trattato di Amiens, che sanciva la conclusione delle ostilità mettendo ufficialmente fine alle guerre rivoluzionarie francesi. Per la prima volta dopo dieci anni tutta l'Europa era in pace.
La pace di compromesso sancita ad Amiens lasciava tuttavia scontenti entrambi i contendenti, che ben presto si accusarono reciprocamente di aver violato il trattato: da un lato, Napoleone influenzò pesantemente le elezioni tenutesi nella Repubblica Batava, oltre a farsi eleggere (con un vero e proprio diktat) Presidente della Repubblica Italiana; dall'altro, il Regno Unito era riluttante a cedere la strategica isola di Malta per restituirla ai suoi precedenti proprietari, i Cavalieri Ospitalieri, e a rinunciare alla maggior parte delle conquiste coloniali che aveva fatto fin dal 1793. La situazione si fece progressivamente insostenibile, anche perché Bonaparte continuava la guerra economica contro la Gran Bretagna, che aveva invece sperato in una ripresa dei suoi commerci, e inoltre aveva intrapreso un'aggressiva politica di espansione coloniale che non poteva che irritare e preoccupare ulteriormente i britannici. Il 18 maggio 1803 il Regno Unito dichiarò formalmente guerra alla Francia, dando così inizio alle "guerre napoleoniche" vere e proprie.

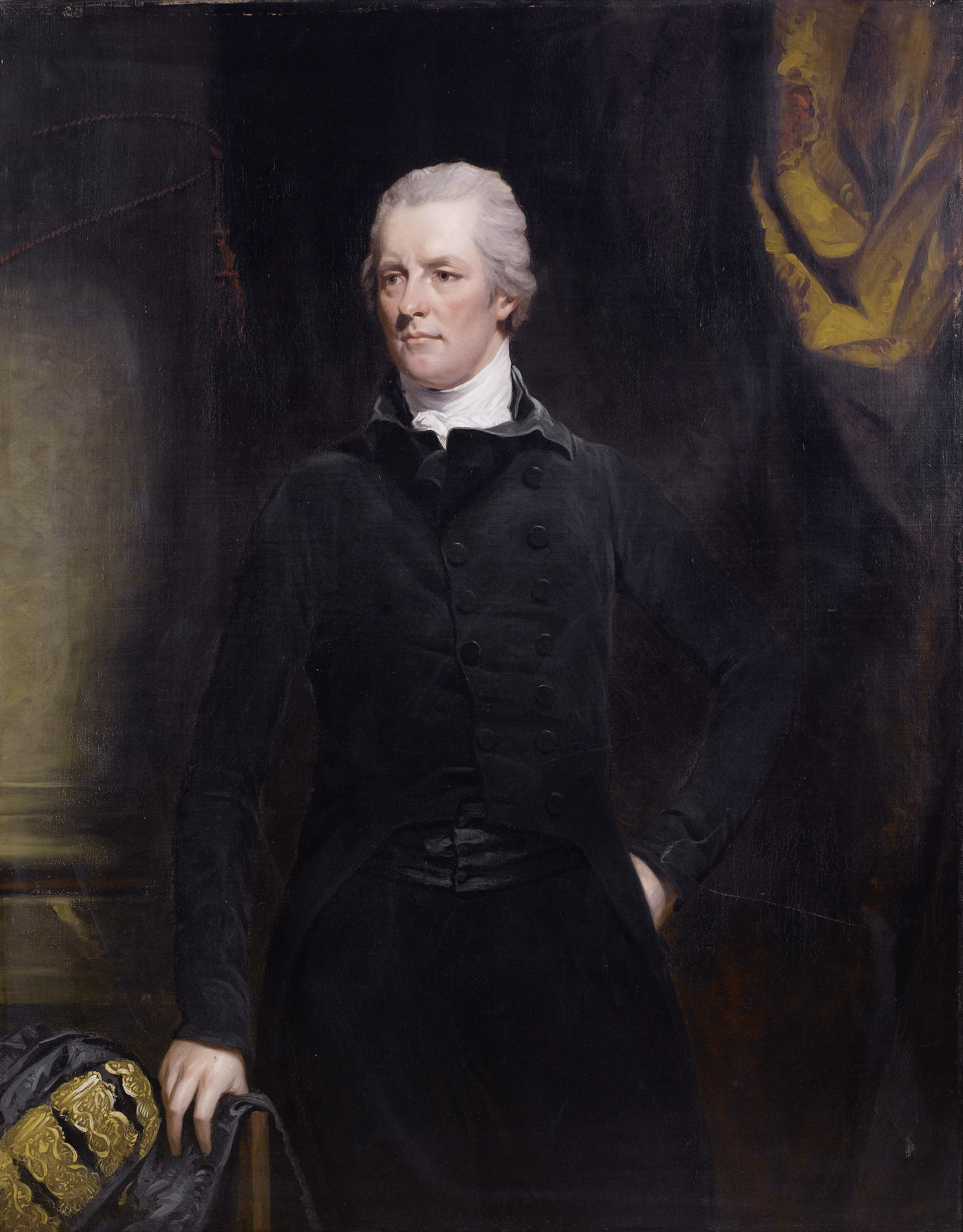
Il primo ministro del Regno Unito William Pitt il Giovane

Inizialmente il conflitto riprese soprattutto a livello commerciale e navale, ma per la metà del 1804 Napoleone, nel frattempo autoproclamatosi imperatore, ammassò un'armata di oltre 150 000 uomini a Boulogne-sur-Mer, denominata Armée d'Angleterre, in vista di un'invasione delle isole britanniche. Nonostante l'ingresso in guerra contro la Gran Bretagna della Spagna, che apportò un prezioso contributo navale, a causa di difficoltà pratiche, dell'inferiorità delle navi francesi e delle modeste qualità dei comandanti delle squadre, il complicato piano d'invasione sarebbe però finito in un totale fallimento: dopo aver subito perdite alla battaglia di Capo Finisterre contro la squadra dell'ammiraglio Robert Calder, l'ammiraglio Charles Villeneuve, comandante della squadra francese di Tolone che avrebbe dovuto garantire il trasporto dell'armata di invasione, si ritirò prima a El Ferrol e quindi il 18 agosto a Cadice, dove venne bloccato dalle squadre degli ammiragli britannici Cornwallis e Calder. A questa data le operazioni navali erano ormai inutili dato che Napoleone aveva deciso il 24 agosto 1805 di abbandonare i suoi piani di sbarco in Inghilterra e, di fronte alla sempre più concreta minaccia di un attacco da parte delle potenze continentali, trasferire in massa l'Armée d'Angleterre, ridenominata Grande Armée, da Boulogne sul fronte del Reno e del Danubio. Dopo lunghi negoziati e grazie alla mediazione del primo ministro britannico William Pitt, tra la fine del 1804 e il giugno del 1805, Regno Unito, Austria, Russia e Regno di Napoli avevano infatti dato vita alla terza coalizione antifrancese, e avevano iniziato ad ammassare le forze in vista dell'imminente conflitto.

## Le forze in campo

### La Grande Armée

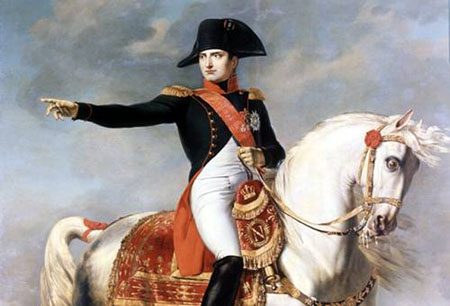
L'imperatore Napoleone, comandante in capo della Grande Armata

L'esercito francese era stato profondamente riorganizzato durante il periodo di pace: invece di essere divise in più armate indipendenti come ai tempi della rivoluzione, le truppe francesi erano ora riunite in un'unica armata sotto il diretto controllo di Napoleone; unità operative fondamentali erano i corpi d'armata, comandati da un Maresciallo dell'Impero o da un generale superiore, e comprendenti tutte le armi (fanteria, cavalleria e artiglieria). Ciascun corpo, la cui composizione non era mai fissa ma poteva mutare a seconda delle circostanze richieste, era quindi una sorta di esercito in miniatura, capace di agire autonomamente e di affrontare da solo un avversario, in attesa dell'arrivo di rinforzi. Un unico corpo (correttamente dislocato in una forte posizione difensiva) avrebbe potuto sopravvivere ad almeno una giornata di combattimenti senza alcun supporto, permettendo alla futura Grande Armée numerose opzioni strategiche e tattiche in ogni campagna. Napoleone, inoltre, aveva creato una riserva di cavalleria di 22 000 unità organizzata in due divisioni di corazzieri, quattro di dragoni a cavallo, una di dragoni appiedati e una di cavalleria leggera, con il supporto di 24 pezzi di artiglieria.
Inizialmente questa forza, chiamata Armée d'Angleterre, era stata concentrata da Napoleone in sei campi attorno a Boulogne per invadere l'Inghilterra. L'imperatore era così sicuro del successo dell'impresa che fece coniare in anticipo delle medaglie commemorative per celebrarne la conquista. Anche se alla fine non sbarcarono mai sul suolo inglese, queste forze furono ben addestrate per ogni possibile operazione militare; in un primo tempo restarono però inattive e la noia serpeggiava spesso tra le truppe: Napoleone previde quindi parecchie visite e condusse personalmente spettacolari parate per tenere alto il morale dei soldati.
Gli uomini a Boulogne formavano il nucleo fondamentale di quella che verrà in seguito chiamata Grande Armée. Al principio l'armata francese comprendeva circa 200 000 uomini divisi in sette corpi d'armata con a disposizione ognuno dai 36 ai 40 cannoni, ma nel 1805 il numero degli uomini arrivò a 350 000, ben armati e addestrati e guidati da ufficiali esperti e capaci.

### L'Armata russa
L'esercito imperiale russo del 1805 si rifaceva ancora ai modelli dell'Ancien Régime: non esistevano unità permanenti al di sopra del livello reggimentale, gli ufficiali erano tutti designati secondo le loro nobili origini senza badare alle loro reali capacità militari, il soldato russo era spesso maltrattato e picchiato per "inculcargli la disciplina"; ciononostante, la fanteria russa era considerata una delle più agguerrite d'Europa. Gli alti ufficiali erano in gran parte reclutati negli ambienti aristocratici e gli incarichi di comando erano generalmente venduti al miglior offerente, a prescindere dalla sua competenza. Il sistema di rifornimenti dell'armata imperiale russa durante le campagne napoleoniche fu sempre inadeguato anche perché dipendeva dalla popolazione locale e dagli alleati austriaci, che provvedevano al 70% circa dei rifornimenti necessari. Questo sistema cagionò ai soldati problemi nel mantenere salute e prontezza al combattimento.

### L'Armata austriaca
L'arciduca Carlo, fratello dell'imperatore austriaco, iniziò a riformare l'esercito nel 1801 togliendo potere al Consiglio di guerra di Corte (Hofkriegsrat), preposto a prendere le decisioni riguardanti le forze armate austriache. Carlo era certamente il miglior comandante austriaco ma non era molto popolare a corte e, dopo la dichiarazione di guerra austriaca alla Francia che egli non condivideva, perse ulteriormente influenza. Nuovo comandante in capo dell'esercito austriaco divenne Karl Mack von Leiberich, promotore alla vigilia della guerra delle riforme della fanteria, che prevedevano di dotare ogni reggimento di quattro battaglioni formati da quattro compagnie, al posto dei precedenti tre battaglioni di sei compagnie. Il cambiamento non fu però accompagnato da un'adeguata formazione degli ufficiali, deficienza che sul campo di battaglia si manifestò in scarsa organizzazione. La cavalleria, considerata a quel tempo la migliore in Europa, fu divisa in piccole unità assegnate ai vari reparti di fanteria, riducendone inevitabilmente l'efficacia di fronte alla controparte francese.

## L'inizio delle ostilità
A ottobre l'ammiraglio Villeneuve, sollecitato da Napoleone ad attaccare Napoli dove stava per sbarcare un corpo di spedizione anglo-russo, decise di uscire da Cadice con la sua flotta franco-spagnola al completo, ma venne intercettato il 21 ottobre 1805 e completamente sbaragliato al capo Trafalgar dall'ammiraglio Horatio Nelson che nel frattempo aveva assunto il comando delle squadre inglesi. La maggior parte delle navi venne catturata o affondata e l'ammiraglio stesso fu fatto prigioniero. La battaglia segnava una svolta decisiva nella guerra tra Francia e Gran Bretagna, suggellando il dominio britannico dei mari e annullando, per molto tempo, ogni velleità da parte di Napoleone di riprendere i piani di sbarco in Inghilterra.

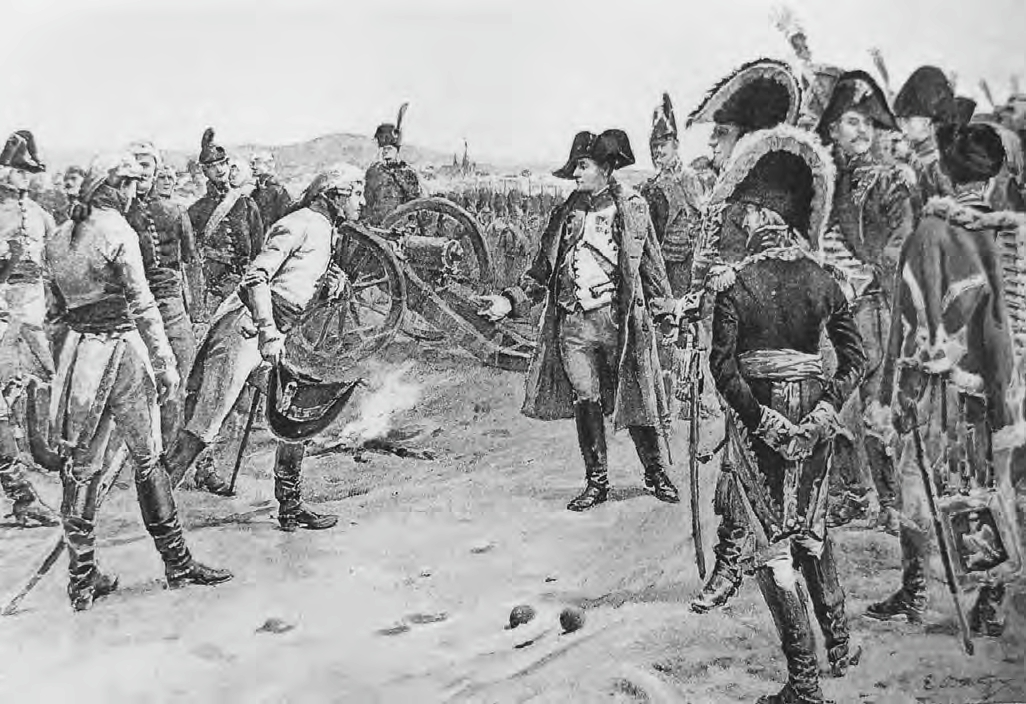
La resa del generale Mack a Ulma

Le ostilità di terra erano state invece già aperte dall'Austria l'8 settembre del 1805: un esercito austriaco sotto il generale Mack aveva attraversato l'Inn e l'11 aveva invaso la Baviera, alleata dei francesi, senza incontrare molta resistenza e attestandosi nei pressi di Ulma in attesa dell'arrivo dei russi del generale Kutuzov in lenta avanzata da est; l'esercito bavarese intanto si era ritirato a nord dietro il fiume Meno.
Napoleone reagì rapidamente a questa minaccia. I primi reparti francesi avevano infatti già lasciato Boulogne alla volta della Germania meridionale il 25 agosto. Marciando separatamente ma in maniera strettamente coordinata, sette corpi d'armata francesi piombarono inaspettatamente sulle forze di Mack da nord, aggirarono il loro fianco destro e accerchiarono l'armata austriaca, obbligandola alla resa il 20 ottobre; in due settimane, senza mai doversi impegnare in battaglie di vaste proporzioni e perdendo solo 2 000 uomini, Napoleone aveva messo in rotta la principale armata austriaca, prendendo tra 49 000 e 60 000 prigionieri e aprendo di lì a poco a Gioacchino Murat la strada verso la capitale austriaca Vienna, già dichiarata dagli austriaci "città aperta", dove i francesi s'impadronirono inoltre di 100 000 fucili, 500 cannoni e di tutti i ponti sul Danubio rimasti intatti. I soldati della Grande Armata avevano completato con successo le manovre e le marce forzate pianificate da Napoleone, ma le truppe, prive di sufficienti mezzi e di materiali ed esposte alle intemperie, soffrirono molte privazioni durante questa campagna; anche se in apparenza questa si era svolta con regolarità e senza incertezze, i reparti, sottoposti a grande pressione fisica, in parte si disorganizzarono e il disordine si diffuse nell'esercito.

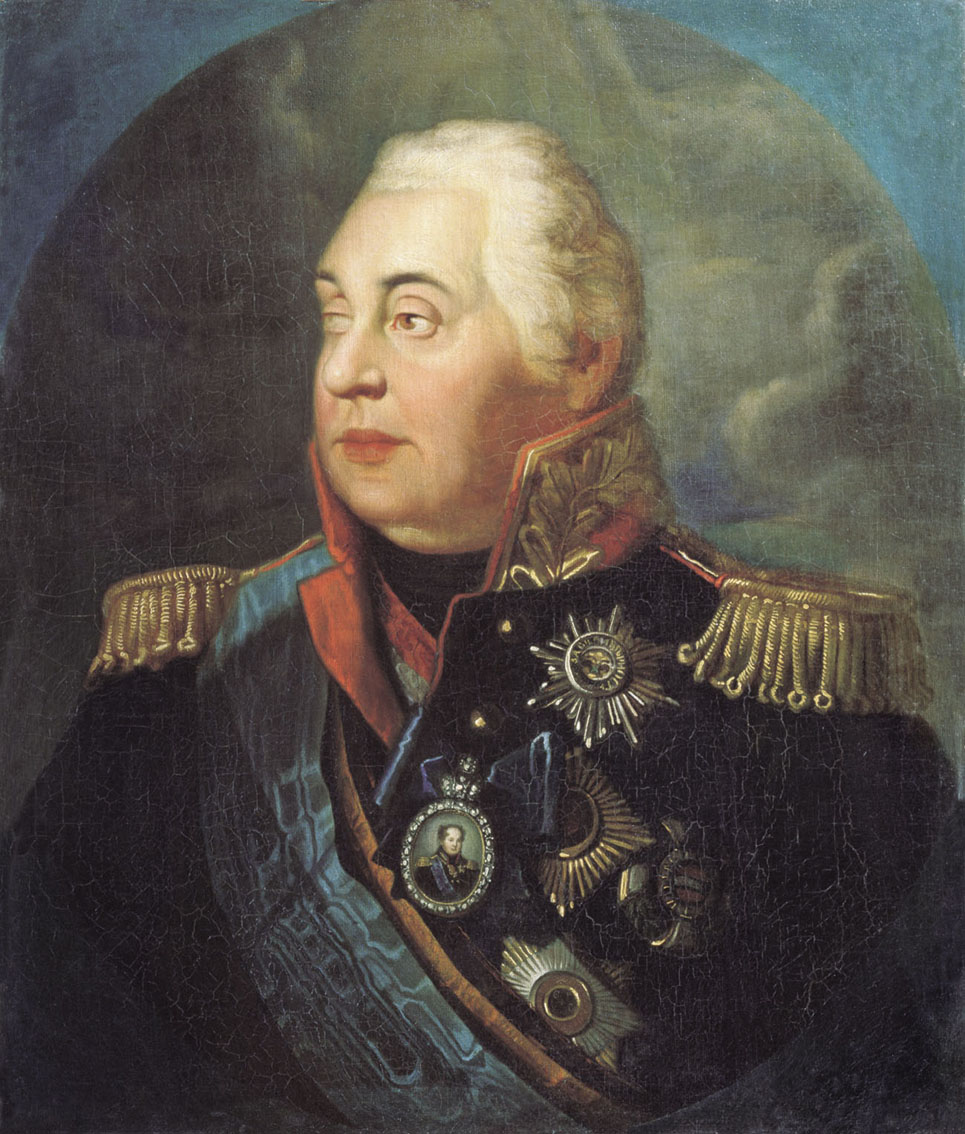
Il generale russo Michail Kutuzov

Nel frattempo le truppe russe erano arrivate in forte ritardo e senza avere la possibilità di soccorrere sul campo le armate austriache, per cui furono costrette a battere in ritirata a nord-est in attesa di rinforzi e di potersi congiungere con le unità alleate superstiti. Il generale Michail Illarionovič Kutuzov, nominato dallo zar Alessandro I comandante in capo delle truppe russe e austriache, era arrivato nella zona delle operazioni militari già il 9 settembre 1805 per raccogliere informazioni e aveva contattato subito Francesco II d'Asburgo e i suoi consiglieri per discutere la pianificazione e le questioni logistiche delle successive azioni belliche. Sotto le pressioni di Kutuzov, gli austriaci acconsentirono a fornire ai russi munizioni e armi in modo tempestivo e sufficiente. Kutuzov evidenziò anche gravi carenze nel piano di difesa austriaca, che definì «molto dogmatico». Inoltre contestò la pretesa annessione austriaca dei territori passati recentemente sotto il controllo di Napoleone, perché questa annessione avrebbe, secondo lui, reso diffidente verso le forze alleate la popolazione locale. Gli austriaci respinsero comunque molte delle proposte di Kutuzov.

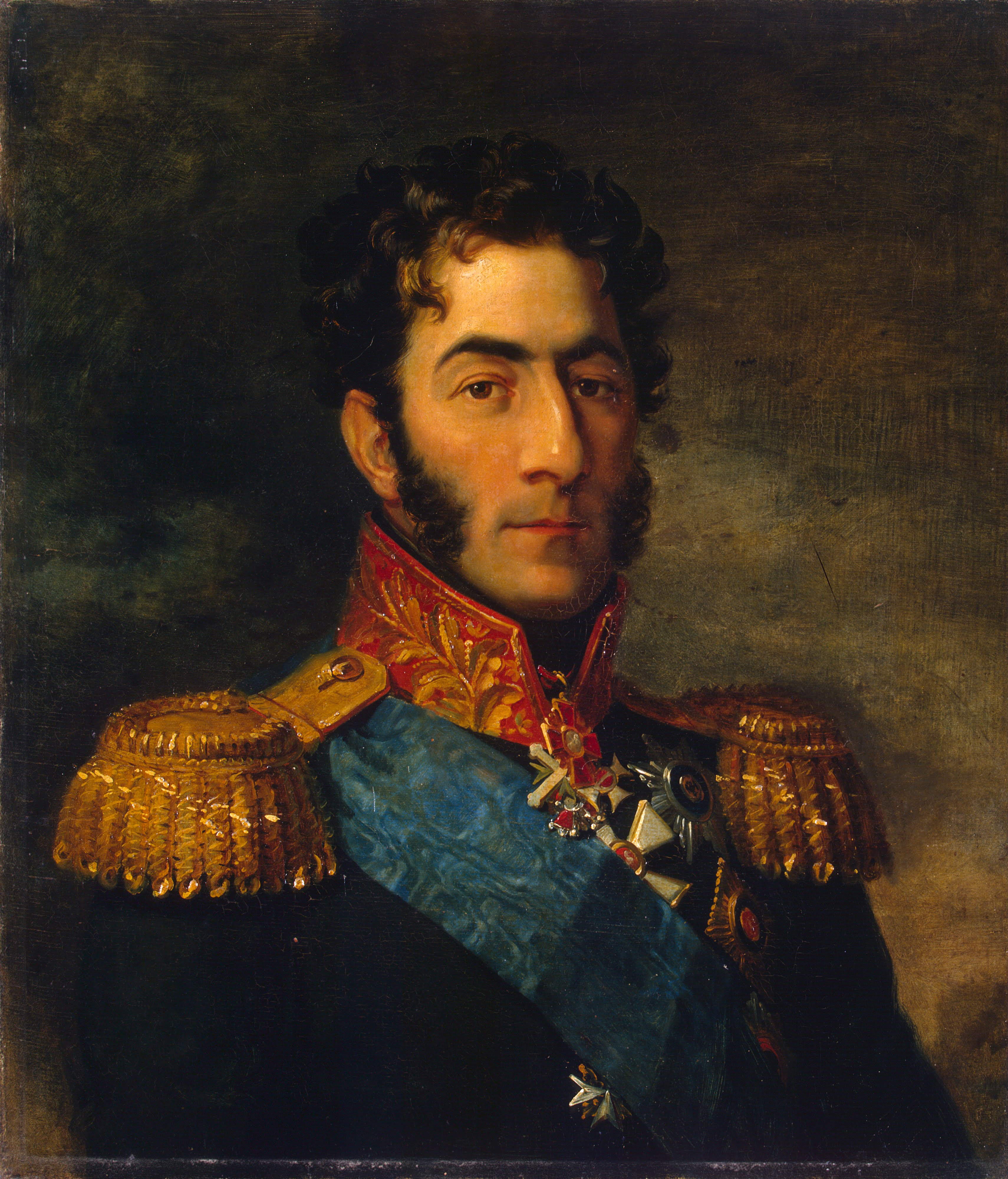
Ritratto del generale Pëtr Ivanovič Bagration

Napoleone dal canto suo aveva ora bisogno di una battaglia decisiva: la situazione della Grande Armée rischiava infatti di diventare pericolosa in quanto le forze francesi si stavano progressivamente indebolendo a causa del logoramento della campagna e inoltre erano ampiamente disperse per coprire tutte le direzioni, allungando eccessivamente le linee di comunicazione e dei rifornimenti: i marescialli Augereau e Ney e il generale Marmont erano impegnati a occupare e controllare il Vorarlberg, il Tirolo e la valle della Drava e, temendo un congiungimento dell'arciduca Carlo e dell'arciduca Giovanni a sud di Vienna, l'imperatore francese aveva lasciato i corpi del maresciallo Davout e del generale Mortier a protezione della capitale. In Moravia, di fronte alle forze principali nemiche, Napoleone disponeva solo del IV Corpo del maresciallo Soult, del V Corpo del maresciallo Jean Lannes, della cavalleria del maresciallo Murat e della Guardia imperiale, mentre il I Corpo del maresciallo Bernadotte era stato distaccato a nord per sorvegliare la Boemia. Ad aggravare la posizione francese contribuiva il fatto che le intenzioni dei prussiani erano ancora sconosciute e potenzialmente ostili, mentre gli eserciti russi e austriaci erano ormai in procinto di convergere e riunirsi. Bonaparte, inoltre, non poteva allontanarsi per troppo tempo dalla Francia essendo capo assoluto di tutta la macchina amministrativa dell'impero, quindi si rese conto che per capitalizzare il successo a Ulma senza vanificarlo avrebbe dovuto costringere rapidamente la coalizione nemica a combattere per sconfiggerla in maniera decisiva.

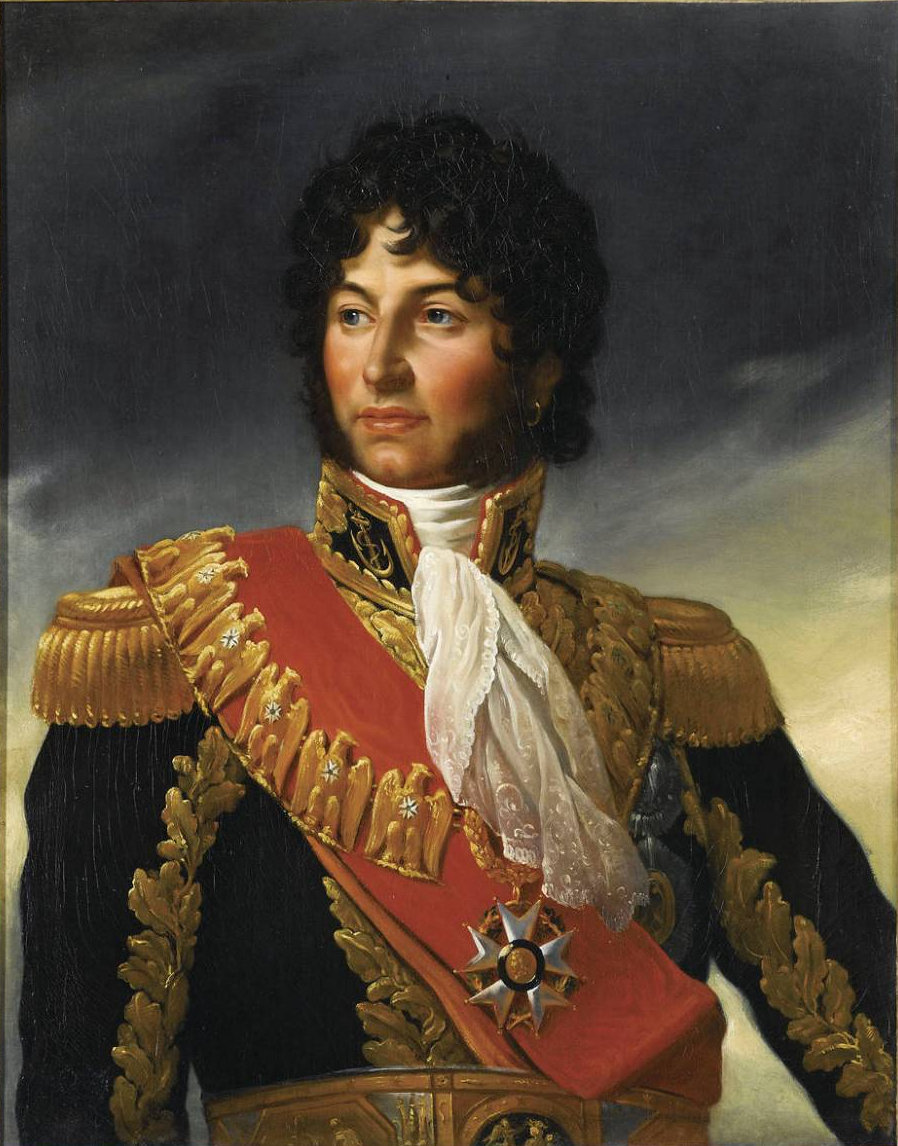
Gioacchino Murat nel 1805

Sul versante russo, anche il comandante in capo Kutuzov si rese conto che Napoleone aveva urgenza di dare la battaglia; così, invece di adottare il piano austriaco di difesa a oltranza delle posizioni, da lui definito «suicida», decise di ritirarsi. Ordinò al generale Pëtr Ivanovič Bagration di mettersi al comando di un contingente di 6 000 soldati per contenere e trattenere i francesi a Vienna, e lo incaricò di accettare la proposta di cessate il fuoco di Gioacchino Murat in modo che l'esercito alleato potesse avere più tempo per ritirarsi. In seguito si scoprì che la proposta era falsa ed era stata utilizzata per lanciare un attacco a sorpresa contro Vienna; tuttavia, Bagration fu in grado con la sua piccola retroguardia di trattenere i francesi a Hollabrunn per il tempo sufficiente a negoziare un armistizio con Murat, che acconsentì a interrompere i combattimenti convinto di trovarsi di fronte tutta l'armata russa. Bagration riuscì quindi nel suo compito, fornendo a Kutuzov più tempo per ripiegare. Napoleone si rese presto conto degli errori di Murat e gli ordinò di proseguire rapidamente; in quel momento però l'esercito alleato si era già ritirato a Olmütz sulla riva sinistra del Danubio, facendo saltare dietro di sé i ponti. Secondo i piani di Kutuzov, gli Alleati si sarebbero dovuti ritirare ulteriormente oltre la regione dei Carpazi, e fino in Galizia dove, affermò il comandante russo, «io seppellirò i francesi».

## La trappola di Napoleone

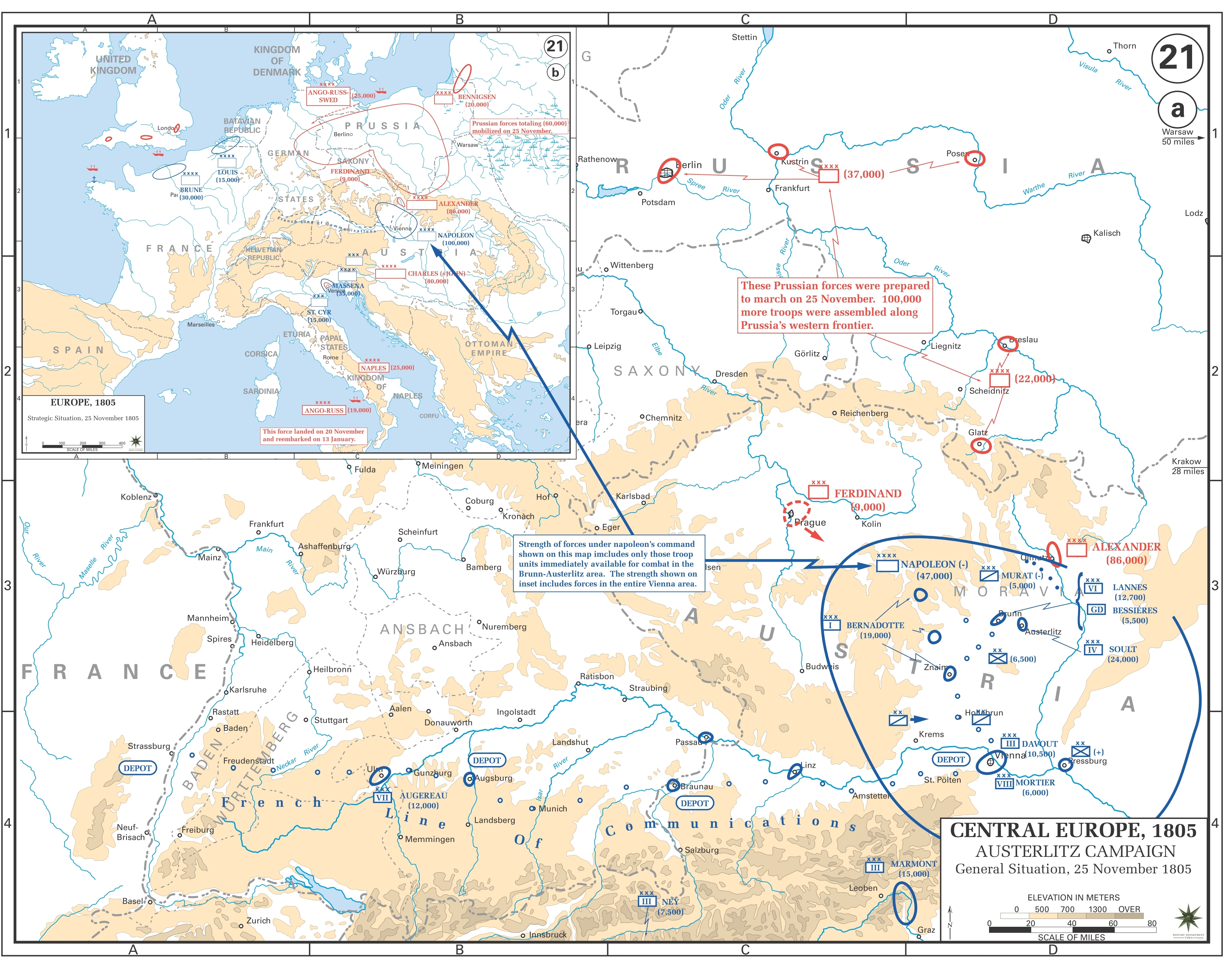
La situazione generale al 25 novembre

Non essendo in grado, per mancanza di forze, di proseguire verso Olmütz, Napoleone progettò di indurre gli avversari ad attaccarlo subito mediante un inganno: simulare di essere in difficoltà e di temere una battaglia. Dopo alcuni scontri di avanguardia sfavorevoli ai francesi, Napoleone decise di indietreggiare e di passare sulla difensiva per dare l'impressione agli alleati che il suo esercito fosse in condizioni di estrema debolezza, desideroso di trattare un armistizio per negoziare una pace; circa 53 000 soldati francesi - tra i quali le forze di Soult, Lannes e Murat - furono incaricati di prendere possesso di Austerlitz e della strada per Olmütz, per attirare l'attenzione del nemico. Le forze austro-russe, che contavano circa 89 000 uomini, sembravano essere in numero di gran lunga superiore e sarebbero state quindi tentate di attaccare un'armata francese in chiara inferiorità numerica. Tuttavia, i comandanti coalizzati non erano a conoscenza del fatto che i rinforzi di Bernadotte, Mortier e Davout si trovavano già a distanza utile e che avrebbero potuto essere richiamati a marce forzate da Iglau e Vienna rispettivamente, portando il numero potenziale delle forze francesi a 75 000 soldati, con conseguente sensibile riduzione della loro inferiorità numerica.

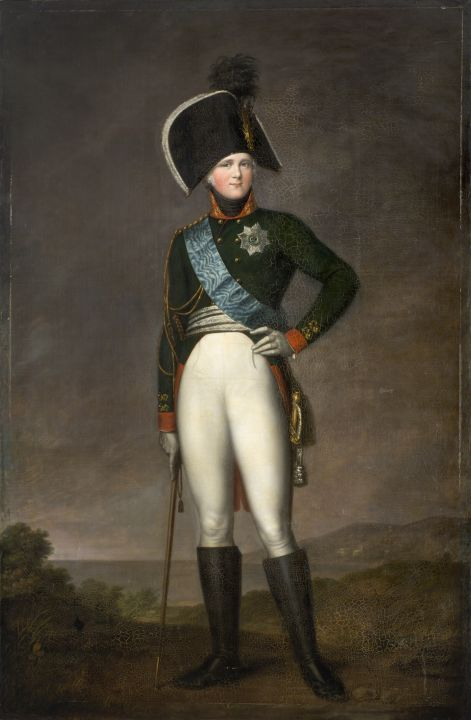
Ritratto di Alessandro I, 1801

L'esca di Napoleone non si limitò a questo. Il 25 novembre, il generale Anne Jean Marie René Savary fu inviato al quartier generale alleato a Olmütz per consegnare un messaggio dell'imperatore, che esprimeva il suo desiderio di evitare una battaglia; sfruttando l'occasione, egli poté esaminare segretamente la situazione delle forze della coalizione. Come previsto dall'imperatore, questo atteggiamento apparentemente remissivo fu scambiato dai coalizzati per un chiaro segno di debolezza. Quando il 27, Francesco I offrì un armistizio, Napoleone espresse grande entusiasmo nell'accettarlo; lo stesso giorno, l'imperatore ordinò a Soult di abbandonare sia Austerlitz sia l'altopiano del Pratzen e, nel farlo, di creare un'impressione di confusione durante il ritiro, allo scopo di far credere al nemico che le armate francesi fossero allo sbando e indurlo a occupare le alture senza ulteriore indugio. Il giorno successivo, 28 novembre, l'imperatore francese richiese un colloquio personale con Alessandro I e ricevette la visita dell'aiutante più impetuoso dello zar, il conte Dolgorukij. Il generale Louis Alexandre Andrault de Langéron, un émigré messosi al servizio dell'armata imperiale russa, scrisse a proposito di quest'incontro nelle sue Mémoires che: «Il principe, più abituato ai balli di San Pietroburgo che ai bivacchi, si sorprese quando vide uscire da un fosso, una piccola figura molto sporca e mal vestita, e gli dissero che era Napoleone, che lui ancora non conosceva». L'incontro faceva parte della trappola architettata da Napoleone, che manifestò volutamente in questa occasione la sua presunta ansia e le sue esitazioni, dando mostra inoltre di incertezze e timori. Dolgorukij comunicò le condizioni dello zar, in primo luogo l'abbandono da parte dei francesi della riva sinistra del Reno, e fece altre proposte inaccettabili; Napoleone infatti rifiutò, ma al suo ritorno al campo il principe dichiarò: «Napoleone tremava tutto dalla paura. Ho visto l'armata francese alla vigilia della propria sconfitta. La nostra sola avanguardia basterebbe a schiacciarli». Dolgorukij riferì allo zar, ribadendo ulteriormente al sovrano la generale impressione di disfacimento del morale e della combattività delle truppe francesi.
La macchinazione ebbe successo. Molti degli ufficiali alleati, tra cui gli aiutanti dello zar e il capo di stato maggiore austriaco Franz von Weyrother, considerando con eccessivo ottimismo la situazione apparentemente favorevole, sostennero fortemente l'idea di attaccare subito i francesi senza attendere ulteriori rinforzi, facendo vacillare la più prudente opinione di Alessandro. Nonostante i perduranti dubbi e le resistenze del generale Kutuzov, il suo piano di ritirarsi fino alla regione dei Carpazi fu respinto e le forze alleate caddero nella trappola di Napoleone.

## Terreno

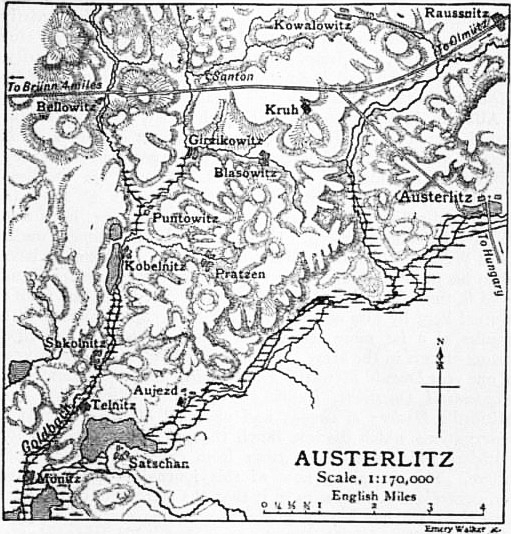
Il campo di battaglia col Pratzen al centro

La battaglia ebbe luogo a circa dieci chilometri a sud-est di Brno, tra questa città e Austerlitz (l'odierna Slavkov u Brna) in quella che oggi è la Repubblica Ceca. La parte settentrionale del campo di battaglia è dominata dalla collina di Santon, alta 210 metri, e dai 270 metri di altezza della collina di Žuráň che sarà per la maggior parte della durata della battaglia sede del quartier generale di Napoleone; entrambe le alture si affacciano sulla strada di importanza strategica vitale tra Olomouc (Olmütz in tedesco e nella maggioranza delle fonti) e Brno (o Brünn), che correva su un asse est-ovest. A ovest di queste due colline sorge oggi come allora il villaggio di Bedřichovice, e tra le colline scorre verso sud il torrente Bosenitz (Roketnice) per incontrarsi quindi con il torrente Goldbach (Říčka); quest'ultimo scorre tra i villaggi di Kobylnice, Sokolnice e Telnice.
Il campo di battaglia di Austerlitz è un grande rettangolo di circa 120 km². Le strade da Olmütz e da Vienna per Brno lo delimitano a nord e a ovest rispettivamente. A sud degli stagni, probabilmente ghiacciati quel giorno, e dei campi paludosi chiudevano il campo di battaglia. L'altopiano di Pratzen, al centro, domina tutto il territorio elevandosi per 10-12 metri, ed è stretto tra i torrenti Littawa e Goldbach, che formano tra loro una "V". Austerlitz si trova circa 5 km a est del Pratzen sulle rive della Littawa. La neve ancora poco spessa rendeva scivolosi i dislivelli. Napoleone studiò a lungo il campo di battaglia che aveva scelto e, durante uno dei suoi sopralluoghi, si rivolse ai suoi generali dichiarando: «Signori, esaminate con attenzione questo terreno, sta per diventare un campo di battaglia; ognuno di voi avrà un ruolo da svolgere su di esso».

## Preparazione della battaglia

### L'ordine di battaglia

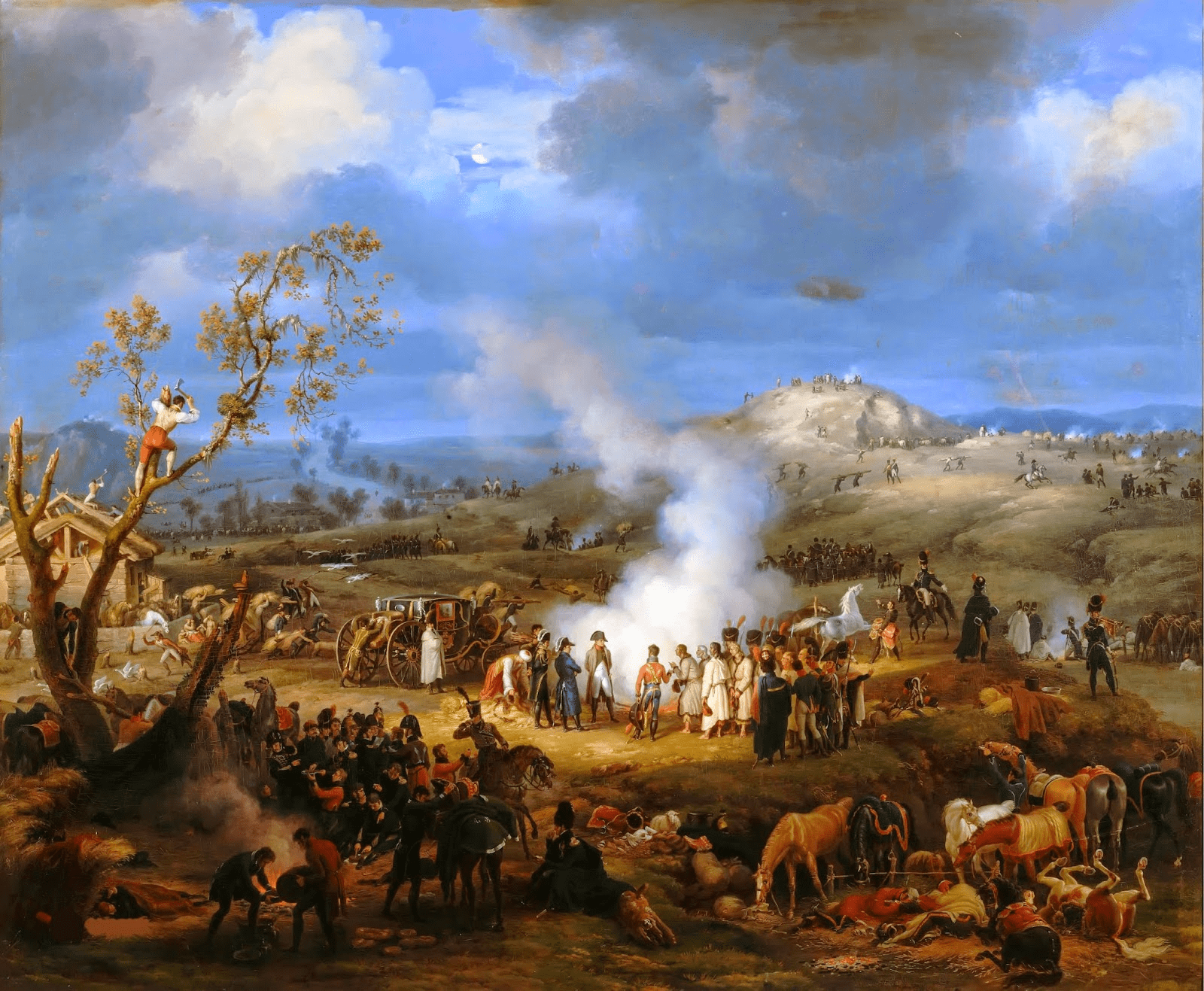
Napoleone con le sue truppe alla vigilia della battaglia. Dipinto di Louis-François Lejeune.

Napoleone poteva inizialmente schierare per l'imminente battaglia circa 72 000 uomini e 139/157 cannoni, anche se circa 7 000 soldati del III Corpo del generale Davout erano ancora molto più a sud, provenienti a marce forzate da Vienna. Il suo capo di stato maggiore era il maresciallo Louis Alexandre Berthier e il generale di divisione Nicolas Marie Songis des Courbons aveva il comando dell'artiglieria. Gli eserciti di Russia e Austria erano rispettivamente sotto il comando nominale dello zar Alessandro I e dell'imperatore Francesco II, tuttavia il reale comando sul campo era affidato al generale Michail Kutuzov, che aveva sotto di sé anche il tenente generale principe Giovanni I Giuseppe del Liechtenstein alla testa delle forze austriache. L'esercito coalizzato poteva contare su almeno 85 000 soldati (il 70% dei quali russo) e su 278/318 cannoni.
L'esercito francese rimaneva quindi sensibilmente inferiore di numero e questo costituiva una preoccupazione per Napoleone: in una lettera scritta al ministro degli Affari Esteri Charles-Maurice de Talleyrand-Périgord, gli chiese di non rivelare a nessuno della imminente battaglia, perché non voleva turbare l'imperatrice Giuseppina di Beauharnais. Secondo Frederick C. Schneid, la preoccupazione principale di Napoleone era trovare il modo di spiegare alla consorte un'eventuale sconfitta dell'esercito francese.

### Il piano e lo schieramento alleato

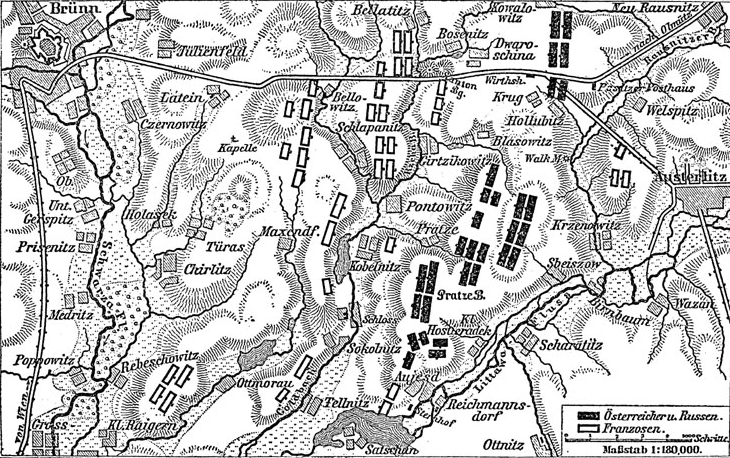
Le posizioni francesi (in bianco) e austro-russe (in nero) alla vigilia della battaglia

Il 1º dicembre si riunì un consiglio austro-russo per discutere i piani in vista dell'imminente battaglia. La maggior parte degli strateghi aveva due obiettivi fondamentali in mente: prendere contatto immediato col nemico e assicurarsi il controllo del fianco meridionale, che garantiva la tenuta delle comunicazioni con Vienna. Sebbene lo zar e il suo entourage facessero forti pressioni per entrare al più presto in battaglia, Francesco II si manteneva più cauto, sostenuto in questa posizione anche da Kutuzov, che avrebbe voluto attendere l'arrivo dell'arciduca Carlo; questi, appena partito dall'Italia, era l'unico che secondo il russo poteva misurarsi con Napoleone, avendolo già incontrato molte volte in passato. Tuttavia i nobili russi e i comandanti austriaci, ansiosi di ingaggiare uno scontro che sembrava annunciarsi decisivo, riuscirono a far prevalere il proprio punto di vista: lo zar privò quindi bruscamente Kutuzov del suo ruolo di comando, affidandolo al capo di stato maggiore austriaco Franz von Weyrother e i coalizzati adottarono il suo piano. Questo prevedeva un'azione principale contro il fianco destro francese che, complici le ingannevoli manovre di Napoleone, si credeva essere poco difeso, e attacchi diversivi contro l'ala sinistra. Weyrother schierò il grosso delle truppe in quattro colonne, sotto il comando formale di Friedrich Wilhelm von Buxhoeveden (o Buxhowden): queste avrebbero dovuto scendere dalla loro posizione sul Pratzen, attaccare la destra francese respingendola oltre il torrente Goldbach, e avanzare fino alle retrovie dell'esercito nemico nei pressi di Tures, quindi assaltare la posizione nemica sullo Žuráň-Santon in direzione di Brno. La Guardia imperiale russa sarebbe stata tenuta di riserva, mentre le truppe russe guidate dal generale Bagration furono incaricate di tenere la posizione a nord di Austerlitz, allo scopo di proteggere la destra alleata fino a quando il resto dello schieramento non avesse impegnato la retroguardia francese. A questo punto avrebbero dovuto unirsi all'attacco generale, assieme alla cavalleria del principe del Liechtenstein.

### Il piano e lo schieramento francese

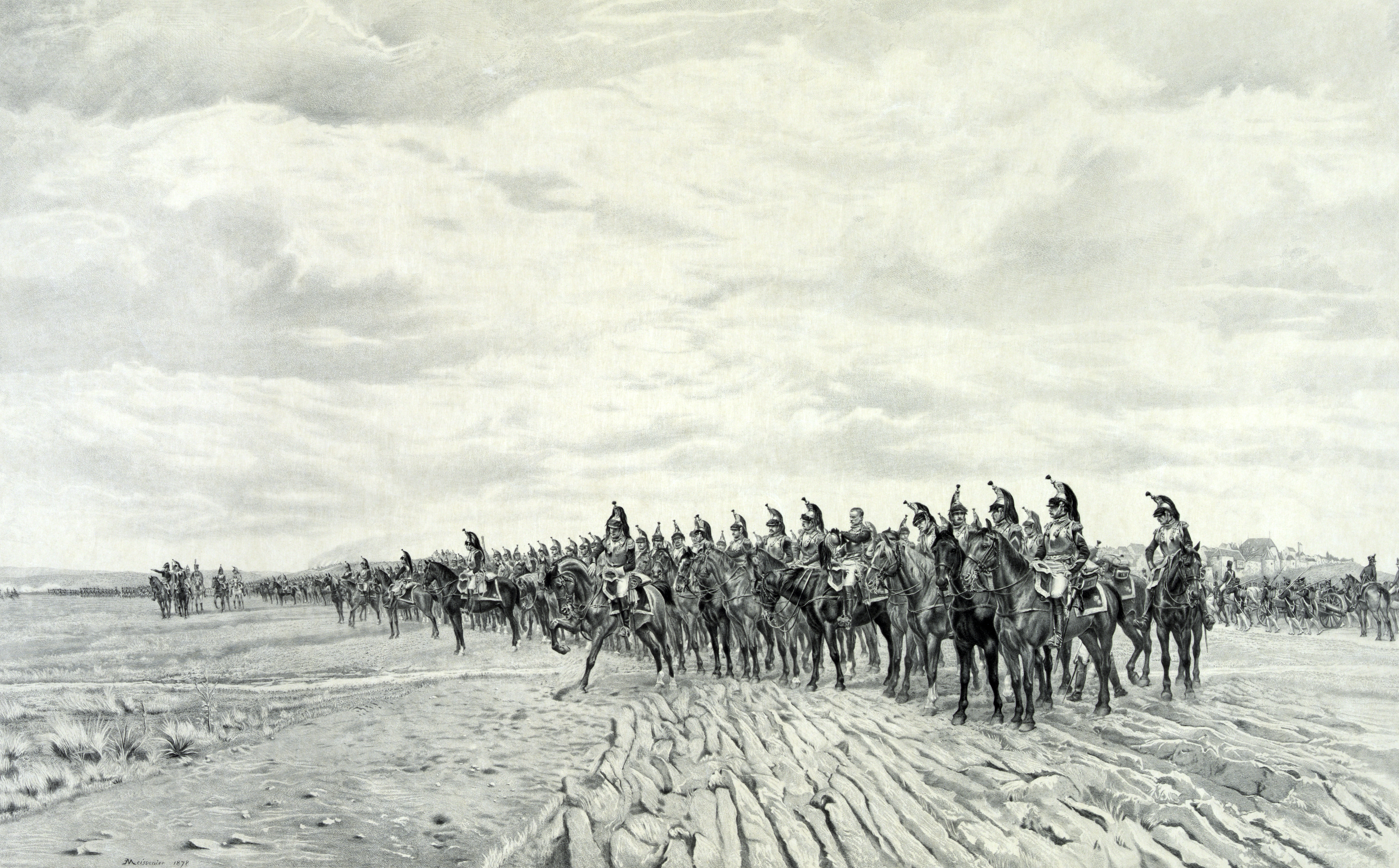
Corazzieri francesi prendono posizione

Come già accennato, Napoleone necessitava che le forze alleate lo attaccassero e, per indurle all'azione, indebolì deliberatamente il suo fianco destro. Il 28 novembre ebbe un incontro presso il quartier generale imperiale con i suoi marescialli, che lo informarono dei loro timori circa l'imminente battaglia. Tuttavia, l'imperatore ignorò il suggerimento di Soult e Murat di una ritirata.
Il piano di Napoleone prevedeva che i coalizzati avrebbero impiegato la maggior parte delle truppe per aggirare il suo fianco destro, al fine di tagliare le linee di comunicazione con Vienna; come risultato, il loro centro e il loro fianco sinistro sarebbero rimasti esposti e vulnerabili. Per incoraggiare gli austro-russi a muoversi secondo i suoi piani, Napoleone ordinò che venisse abbandonata la posizione strategica sul Pratzen, mettendo da parte la prudenza pur di fingere meglio la debolezza delle sue forze. Nel frattempo, la forza principale di Napoleone sarebbe rimasta nascosta nella pianura di fronte all'altopiano, che garantiva una posizione coperta rispetto agli osservatori nemici. Sempre secondo il piano, le truppe francesi avrebbero contrattaccato investendo il fronte nemico per tagliarne in due lo schieramento, riconquistando l'altopiano del Pratzen. Dalle colline, avrebbero quindi lanciato un assalto decisivo al fronte centrale degli austro-russi; sbaragliatolo, avrebbero quindi aggirato le forze nemiche dalle retrovie.
(Napoleone ai suoi marescialli)

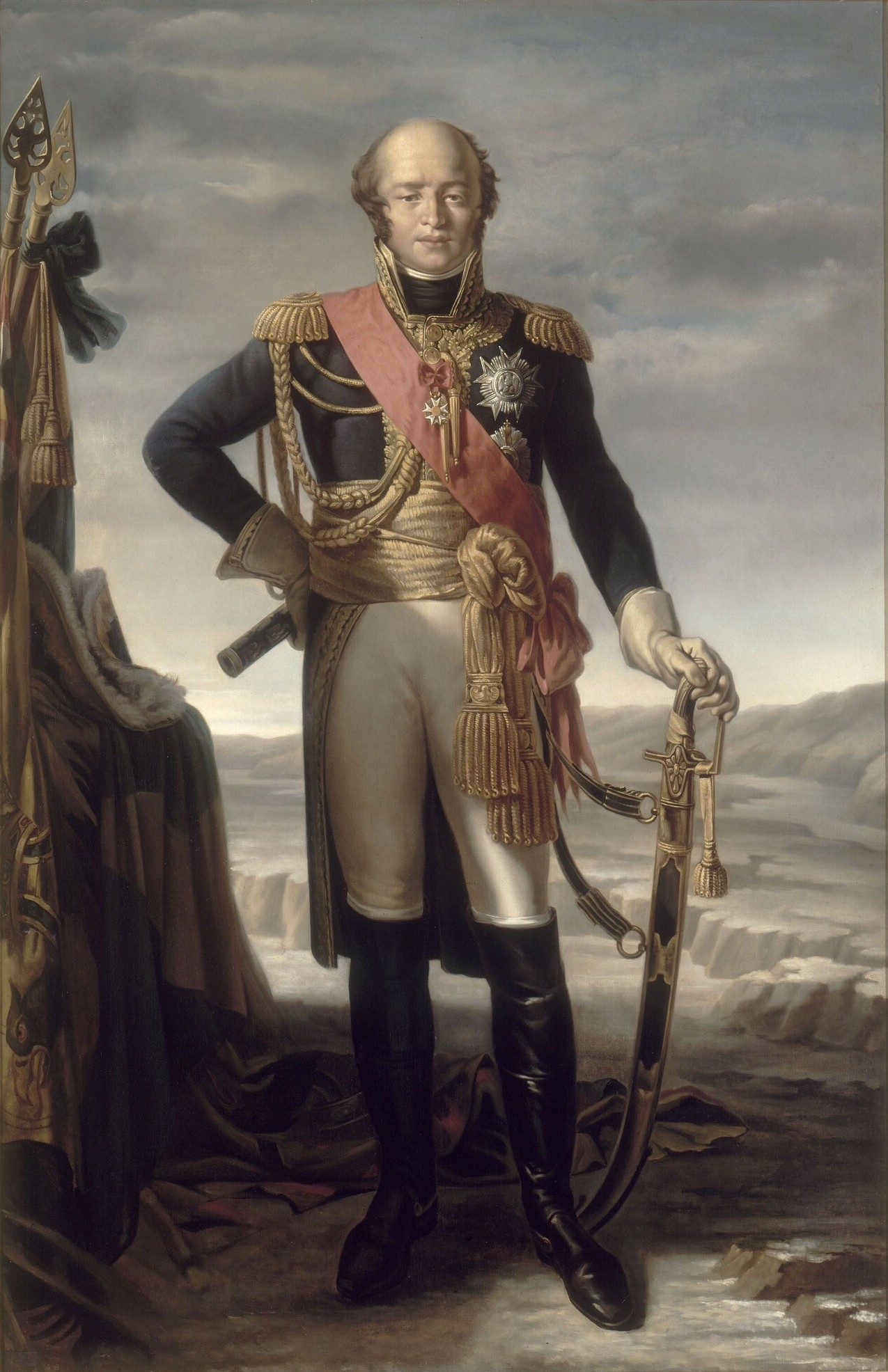
Louis Nicolas Davout

La spinta sul Pratzen sarebbe stata condotta da 17 000 soldati del IV Corpo di Soult. Il terreno dove il IV Corpo si era posizionato era ammantato da una fitta nebbia durante la fase iniziale della battaglia; la buona riuscita del piano di Napoleone dipendeva dalla persistenza della nebbia: le truppe, infatti, sarebbero state scoperte prematuramente se la nebbia si fosse dissipata troppo presto mentre, se si fosse alzata troppo tardi, sarebbe stato impossibile determinare quando le truppe nemiche avrebbero lasciato il Pratzen, impedendogli di sincronizzare correttamente l'offensiva.
Nel frattempo, per sostenere il suo debole fianco destro, il 30 novembre l'imperatore ordinò al III Corpo di Davout di lasciare Vienna e raggiungerlo a marce forzate e di unirsi agli uomini del generale Claude Juste Alexandre Legrand, che dovevano tenere l'estremo fianco meridionale dell'armata e sopportare l'urto principale dell'attacco coalizzato: Davout aveva dunque 48 ore per coprire oltre 110 chilometri e il suo arrivo tempestivo era fondamentale nel determinare il successo del piano francese. Infatti, la disposizione di Napoleone sul fianco destro era molto rischiosa, in quanto i francesi avevano solo un velo di truppe a presidiarlo. Tuttavia, secondo Napoleone il rischio era calcolato perché Davout era uno dei suoi migliori marescialli, la posizione del fianco destro era protetta da un complicato sistema di corsi d'acqua e stagni e, infine, i francesi avevano già disposto una linea secondaria di ritirata attraverso Brno. Il I Corpo del generale Jean-Baptiste Jules Bernadotte fu posizionato dietro il Santon, mentre i granatieri del generale Nicolas Charles Oudinot e la Guardia Imperiale sarebbero rimasti di riserva, pronti a sostenere il fianco meridionale in caso di necessità e partecipare alla presa del Pratzen aggirando il nemico. Il V Corpo del generale Lannes, contrapposto alle truppe russe di Bagration, avrebbe presidiato il settore settentrionale del campo di battaglia, dove si trovava il Santon e la nuova linea di comunicazione verso Brno; la cavalleria di Murat, alla sua destra, avrebbe mantenuto il collegamento tra il V Corpo e Soult.

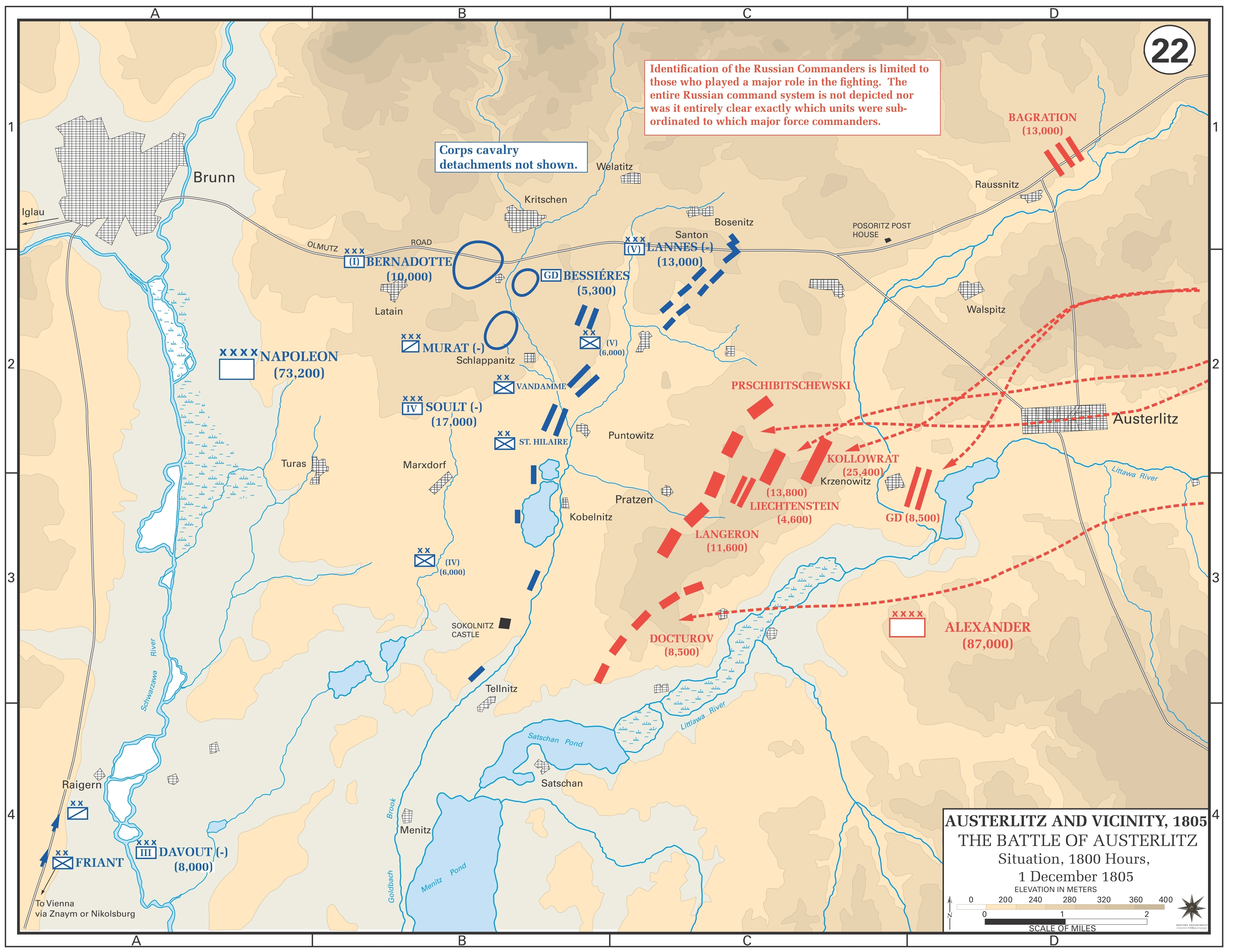
Situazione alle ore 18:00 del 1º dicembre: coalizzati in rosso e francesi in blu

Entro la mattina del 1º dicembre 1805 l'esercito austro-russo, imitato da quello francese, si era spostato verso sud, esattamente come previsto da Napoleone: durante il pomeriggio della stessa giornata, mentre le due armate si riposavano presso i loro bivacchi, Napoleone con alcuni ufficiali e venti combattenti della Guardia fece un rapido giro di perlustrazione tra le due linee, quindi salì sul Santon per ritornare al suo bivacco dietro la Žuráň. Era quasi buio, ma fu in grado di distinguere le linee del nemico che dal Pratzen si allungavano a sud, verso i laghi di Aujezt, indicandogli chiaramente che intendevano aggirare i francesi sulla loro destra. Da quel momento l'imperatore fu sicuro che il nemico si stesse comportando secondo i suoi piani e pare che, esultante, esclamò:
(Napoleone)
L'unica residua ansietà era rappresentata dalla perdurante assenza di Davout, ma egli era fiducioso del suo prossimo arrivo anche perché lo aveva raggiunto la notizia che la prima avanguardia del maresciallo si trovava già a poche miglia dal fiume Goldbach.

## La battaglia

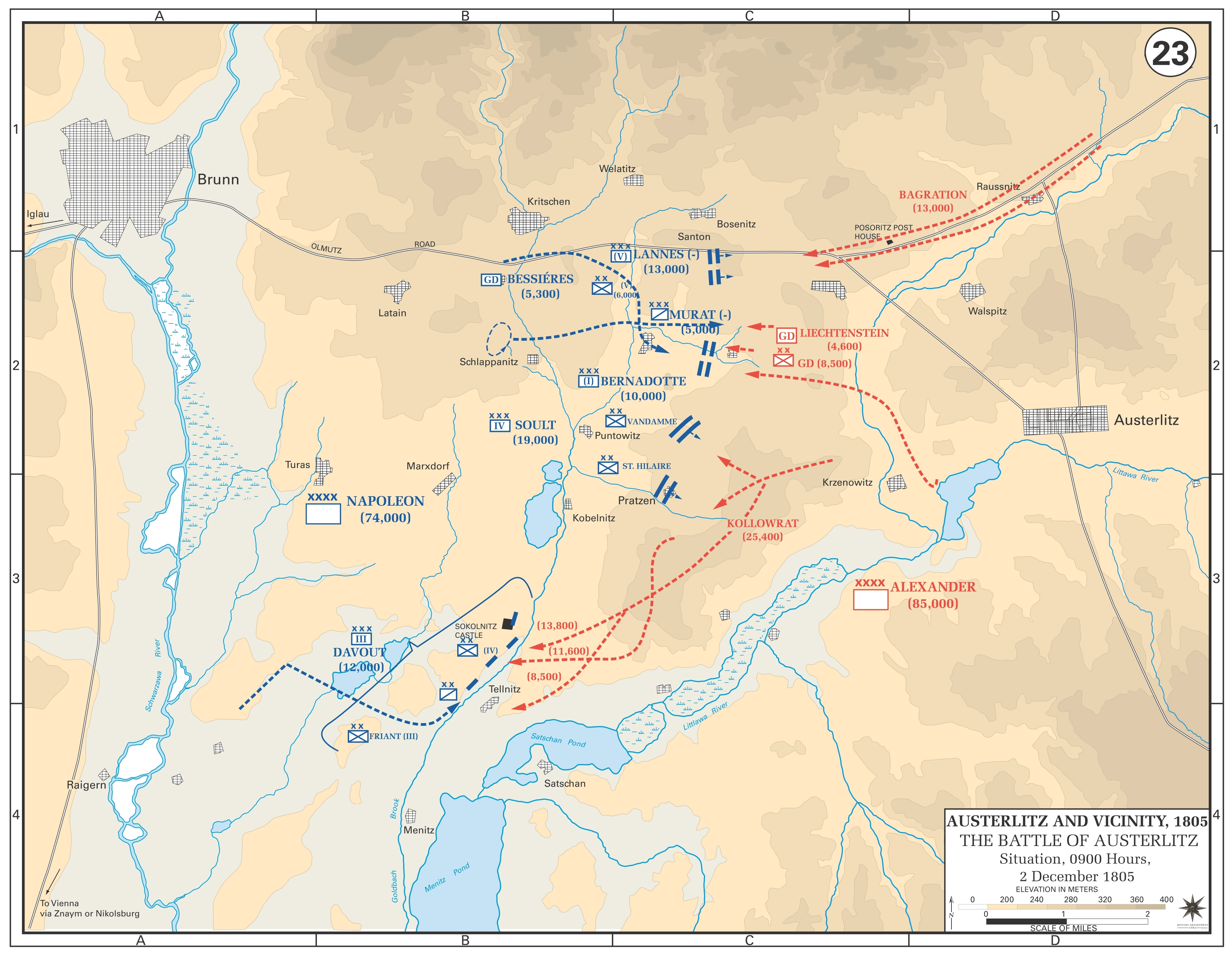
Situazione alle 09:00 del 2 dicembre 1805

La battaglia di Austerlitz fu combattuta su tre fronti principali, separati ma strettamente correlati. Sul fronte meridionale l'ala sinistra russa affrontò la destra francese per l'attraversamento del fiume Goldbach. Al centro due divisioni del corpo d'armata di Soult investirono sul Pratzen la 4ª colonna coalizzata agli ordini del generale Michail Andreevič Miloradovič e del feldmaresciallo Johann Kollowrat. A nord, l'avanguardia russa di Bagration, il reggimento di ulani del granduca Konstantin Pavlovič Romanov e la cavalleria del principe del Liechtenstein si scontrarono con le forze di Lannes, Bernadotte e con la Guardia imperiale.

### Lo scontro sul Goldbach
Il piano di Weyrother prevedeva che fossero i russi a rompere gli indugi attaccando il fianco destro, che Napoleone aveva lasciato ad arte in condizioni di inferiorità. Alle 07:00, poco dopo l'alba, la 1ª colonna, costituita da un'avanguardia agli ordini del generale Michael von Kienmayer e da una forza principale sotto il generale Dmitrij Sergeevič Dochturov, si mosse dal Pratzen con l'intento di assediare il villaggio di Telnice e quindi marciare verso il bosco di Turas in vista dell'assalto finale.
Gli austro-russi avevano concentrato la gran parte dei loro uomini per fronteggiare l'ala destra napoleonica, ma la tabella di marcia prevista da Weyrother si dimostrò presto troppo ottimistica per le reali capacità di movimento dell'esercito coalizzato; essendo inoltre stato previsto che molte colonne seguissero lo stesso percorso, ne risultò che queste si ostacolarono spesso a vicenda anche a causa del terreno, che non offriva il necessario spazio di manovra. In più i dislocamenti dei reparti si rivelarono a volte errati e mal sincronizzati: la cavalleria del principe del Liechtenstein, ad esempio, che si trovava inizialmente sul fianco sinistro, avrebbe dovuto essere collocata sul fianco destro e nella fase di ridispiegamento incontrò e rallentò parte della seconda colonna di fanteria di Langéron in avanzata verso la destra francese, mentre le colonne del generale russo Ignacy Przybyszewski e quelle dell'austriaco Kollowrat, nel contempo, si erano urtate. Per ironia della sorte questi ritardi rischiarono in più di un'occasione di compromettere i piani di Napoleone.
La battaglia ebbe inizio attorno alle 08:00, quando la 1ª colonna austro-russa attaccò il villaggio di Telnice che era difeso dal 3º Reggimento di linea dipendente dal maresciallo Soult. Questo settore del campo di battaglia testimoniò subito una pesante azione, con feroci attacchi dei coalizzati che alla fine costrinsero i francesi ad abbandonare la cittadina e, poi, a retrocedere fin sull'altro lato del Goldbach. Impantanati sulle rive del fiume, i francesi furono soccorsi dalle avanguardie del corpo di Davout, appena giunte: queste lanciarono un contrattacco che riconquistò Telnice, ma subirono a loro volta una decisa carica degli ussari e, in ultimo, furono costrette a lasciare l'abitato in mano ai nemici. Riorganizzatisi, gli austro-russi intrapresero una serie di puntate fuori da Telnice, facilmente rintuzzate dall'artiglieria francese. A poco a poco, comunque, le colonne del generale Kutuzov cominciarono a investire tutta la destra francese, anche se la scarsa velocità di manovra aveva permesso ai francesi di contenere con successo i primi attacchi.
La lotta fu simile anche attorno al villaggio di Sokolnice, difeso dal 26º Reggimento leggero dei Cacciatori Corsi e di quelli del Po, forse la zona più contesa sul campo di battaglia e che sarebbe passata di mano più volte nel corso della giornata. Gli iniziali assalti dei coalizzati furono infruttuosi e il generale Langéron ordinò il bombardamento del villaggio: il micidiale cannoneggiamento costrinse i francesi ad abbandonarlo e, più o meno nello stesso momento, la terza colonna attaccò il castello di Sokolnice. I francesi contrattaccarono e riconquistarono il paese, ma un pronto intervento di truppe nemiche li ricacciò nuovamente; gli scontri in quest'area cessarono solo quando Sokolnice fu ripresa dalla divisione del generale Louis Friant, parte del III Corpo, che la liberò dai russi posti a difesa. Tutto andava secondo i piani di Napoleone: più incerta fosse rimasta la lotta sul Goldbach, più riserve i comandanti alleati avrebbero dovuto impegnarvi a detrimento di altri settori del fronte.
Dopo la rioccupazione di Sokolnice, i combattimenti in quest'area raggiunsero una situazione di stallo. Le forze austro-russe, pur in superiorità numerica, non furono in grado di respingere i francesi per aprirsi la strada attraverso il Goldbach, con la conseguenza che l'attacco principale coalizzato si arrestò. Mentre gli austro-russi attaccavano il fianco destro francese, la 4ª colonna di Kutuzov manteneva la sua posizione sul Pratzen, rimanendo immobile. Proprio come Napoleone, il generale russo aveva compreso l'importanza dell'altopiano e aveva deciso di proteggere la posizione. Ma lo zar, di parere opposto, ordinò che la colonna si muovesse; a questo punto Kutuzov abbandonò definitivamente ogni residua velleità di comando generale dell'armata dei coalizzati, decisione che la precipitò nell'incertezza e nella confusione segnandone la sconfitta.

### L'assalto al Pratzen

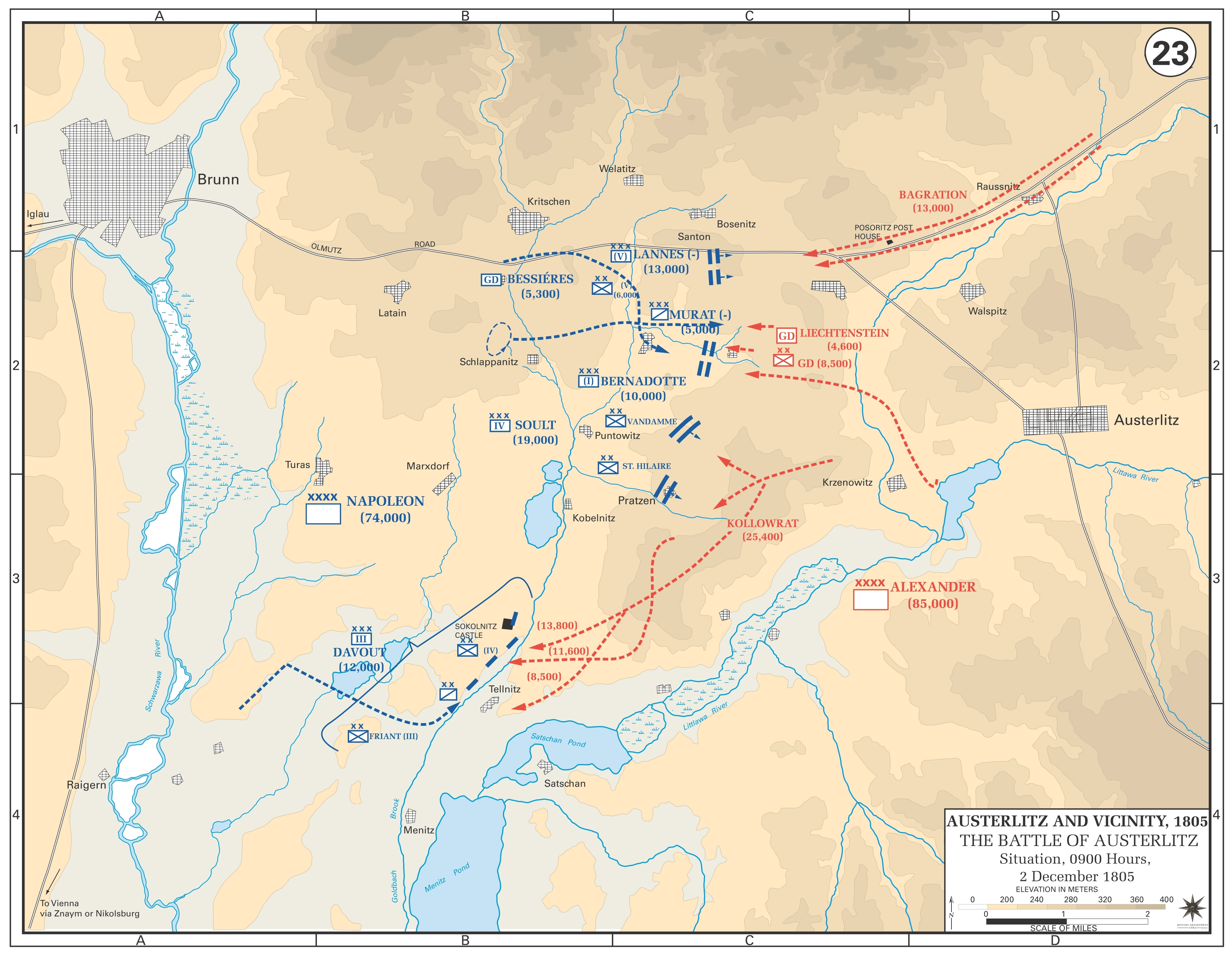
I decisivi attacchi al centro, condotti dai generali Saint-Hilaire e Vandamme, spezzano in due l'esercito austro-russo e lasciano ai francesi una posizione strategica ideale per vincere la battaglia

Negli stessi istanti in cui era cominciato l'attacco a Telnice la nebbia si diradò. Le ultime due settimane prima della battaglia erano state caratterizzate da un cielo costantemente coperto, spesso accompagnato da nebbia fitta; la mattina del 2 dicembre il sole sbucò finalmente dalle nubi, spazzando via la foschia che aveva fino a quel momento celato il campo di battaglia e permettendo a Napoleone di osservare un grande numero di truppe nemiche che scendevano dal Pratzen. A questo punto, secondo i resoconti, l'imperatore rivolgendosi ai suoi aiutanti sullo Žuráň li invitò ad ammirare le soleil d'Austerlitz ("il sole di Austerlitz"), quindi arringò le sue truppe:
(Napoleone, arringa ai reggimenti di Bernadotte la mattina del 2 dicembre.)

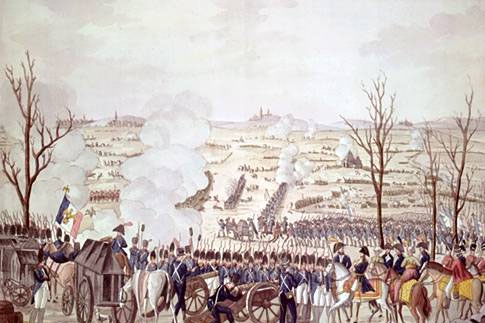
Le colonne del IV corpo del maresciallo Soult salgono sull'altopiano del Pratzen nel momento decisivo della battaglia

Alle 08:45 Napoleone discusse personalmente con il maresciallo Soult, che aveva convocato al suo quartier generale, i dettagli tattici dell'assalto al Pratzen da cui si attendeva una svolta decisiva della battaglia; appreso dall'alto ufficiale che le sue truppe avrebbero impiegato circa venti minuti per raggiungere la sommità della collina, l'imperatore decise di attendere ancora un quarto d'ora prima di sferrare l'attacco, in modo da lasciare tempo alle colonne nemiche di continuare la loro incauta manovra verso la sua ala destra, che sguarniva pericolosamente il loro schieramento centrale. Le divisioni francesi del IV Corpo d'armata, comandate dai generali Dominique-Joseph René Vandamme e Louis Charles Vincent Le Blond de Saint-Hilaire, erano raggruppate nella vallata del Goldbach tra i villaggi di Puntowitz e Jirschikowotz, nascoste dalla nebbia. Il nemico sembrava ignorare la loro presenza sul fianco delle colonne austro-russe, che anche Napoleone dallo Žuráň poteva vedere discendere dal Pratzen e marciare verso Sokolnice e Telnice. Alle 09:00, assicuratosi che i reparti di Kollowrat e Miloradovič avessero evacuato il Pratzen, l'imperatore diede ordine al maresciallo Soult di muovere le sue truppe, aggiungendo: «Un colpo secco e la guerra è finita!».
Mentre Soult si dirigeva verso il fondo della vallata per prendere il comando del IV Corpo, l'imperatore parlò ancora con grande ottimismo ai suoi luogotenenti: il piano era riuscito e gli austro-russi stavano per subire una sconfitta decisiva. Nel frattempo i soldati francesi delle due divisioni di riserva del IV corpo iniziarono l'avanzata in massa sul lieve pendio del Pratzen, senza trovare alcuna opposizione: sulla sinistra marciava la divisione del generale Vandamme, affiancata a destra da quella del generale Saint-Hilaire. Le truppe francesi entrarono in battaglia tutte insieme, sbucando dalla foschia residua, e colsero completamente di sorpresa l'attonito zar e l'intero suo seguito al quartier generale russo. Il generale Kutuzov e il suo stato maggiore, posizionati vicino al borgo di Krzenowitz, videro comparire all'improvviso le colonne francesi ad appena poche centinaia di metri e, dopo un momento di panico e confusione, compresero il grave pericolo. Il centro dello schieramento austro-russo era del tutto sguarnito e del varco stavano approfittando le forze del IV Corpo, avanzate rapidamente sul Pratzen per spezzare in due l'esercito coalizzato.

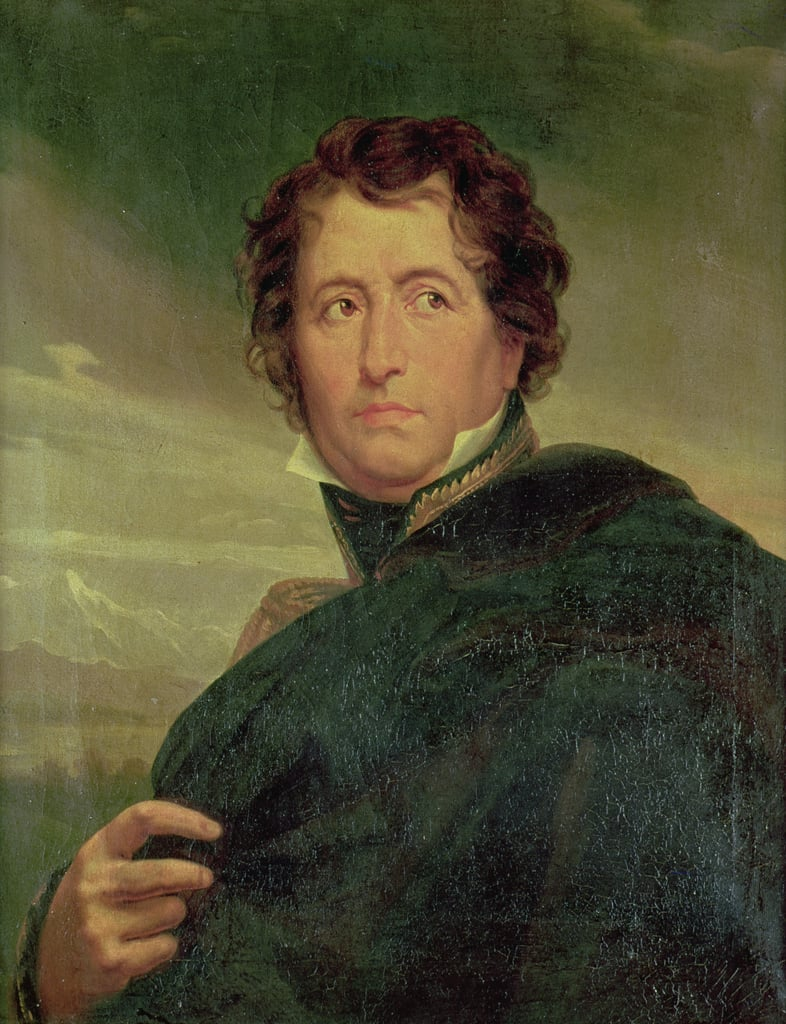
Il maresciallo Soult, comandante del IV Corpo d'armata, protagonista dell'assalto al Pratzen

Le colonne austro-russe del generale Michail Miloradovič e del generale Johann Kollowrat, che stavano discendendo dal Pratzen per raggiungere gli altri reparti impegnati nella manovra aggirante, furono quindi subito fermate e fu loro ordinato di tornare indietro per affrontare la grave minaccia. Mentre la colonna russa cercava di rioccupare il terreno da poco abbandonato, ben presto la situazione evolse in modo rovinoso per i coalizzati. I soldati del generale Saint-Hilaire attaccarono alla baionetta, sbaragliarono le deboli difese presenti e catturarono le batterie dell'artiglieria russa. Anche le truppe della colonna del generale Miloradovič, ritornate indietro, furono sconfitte in poco più di un'ora: i francesi distrussero gran parte di questa unità. Nel frattempo però, gli uomini della seconda colonna, per lo più soldati austriaci inesperti, si unirono alla lotta scontrandosi anch'essi contro quella che era considerata una delle migliori forze combattenti dell'esercito francese, costringendola con la forza del numero a ritirarsi lungo i fianchi dell'altopiano. Tuttavia gli uomini di Saint-Hilaire, pur a corto di munizioni, si riorganizzarono e passarono al contrattacco alla baionetta scacciando gli alleati dal Pratzen, conquistando facilmente il villaggio eponimo. Più a nord, sulla sinistra, la divisione del generale Vandamme avanzò con rapidità in una zona chiamata Staré Vinohrady ("Antiche Vigne"), respinse con una serie di piccole scaramucce alcuni battaglioni russi e avanzò sul margine settentrionale dell'altipiano mettendo in fuga i reparti alleati presenti.
Il maresciallo Soult coordinò accuratamente la manovra delle sue truppe: fece portare avanti alcune batterie di artiglieria che inflissero gravi perdite ai reparti austriaci del generale Kollowrat schierati davanti alle posizioni del generale Saint-Hilaire, mentre i soldati francesi del generale Vandamme completarono il successo con la precisione del fuoco e con una serie di cariche alla baionetta che costrinsero alla fuga i reparti russi; altri cannoni nemici vennero catturati. La battaglia stava evolvendo ormai in modo nettamente favorevole ai francesi, ma non era ancora finita. Napoleone ordinò al I Corpo di Bernadotte di sostenere la sinistra di Vandamme e trasferì il suo centro di comando dalla collina dello Žuráň alla Cappella di S. Antonio sul Pratzen, spostandosi con la sua Guardia. La disperata situazione degli alleati fu confermata dalla decisione di impiegare la Guardia imperiale russa; il granduca Costantino, fratello dello zar Alessandro e al comando della Guardia, contrattaccò nel settore dove era schierata la divisione di Vandamme che si trovò in grande difficoltà; in questa fase i francesi persero l'unico vessillo di tutta la battaglia (quello di un battaglione del 4º Reggimento di linea). Percepito il momento critico, Napoleone ordinò alla cavalleria pesante della sua Guardia di farsi avanti: questi uomini, agli ordini di Jean Rapp, ebbero la meglio sulla Guardia russa, ma con entrambe le parti che riversavano nella mischia grandi masse di cavalleria lo scontro divenne confuso e disordinato.

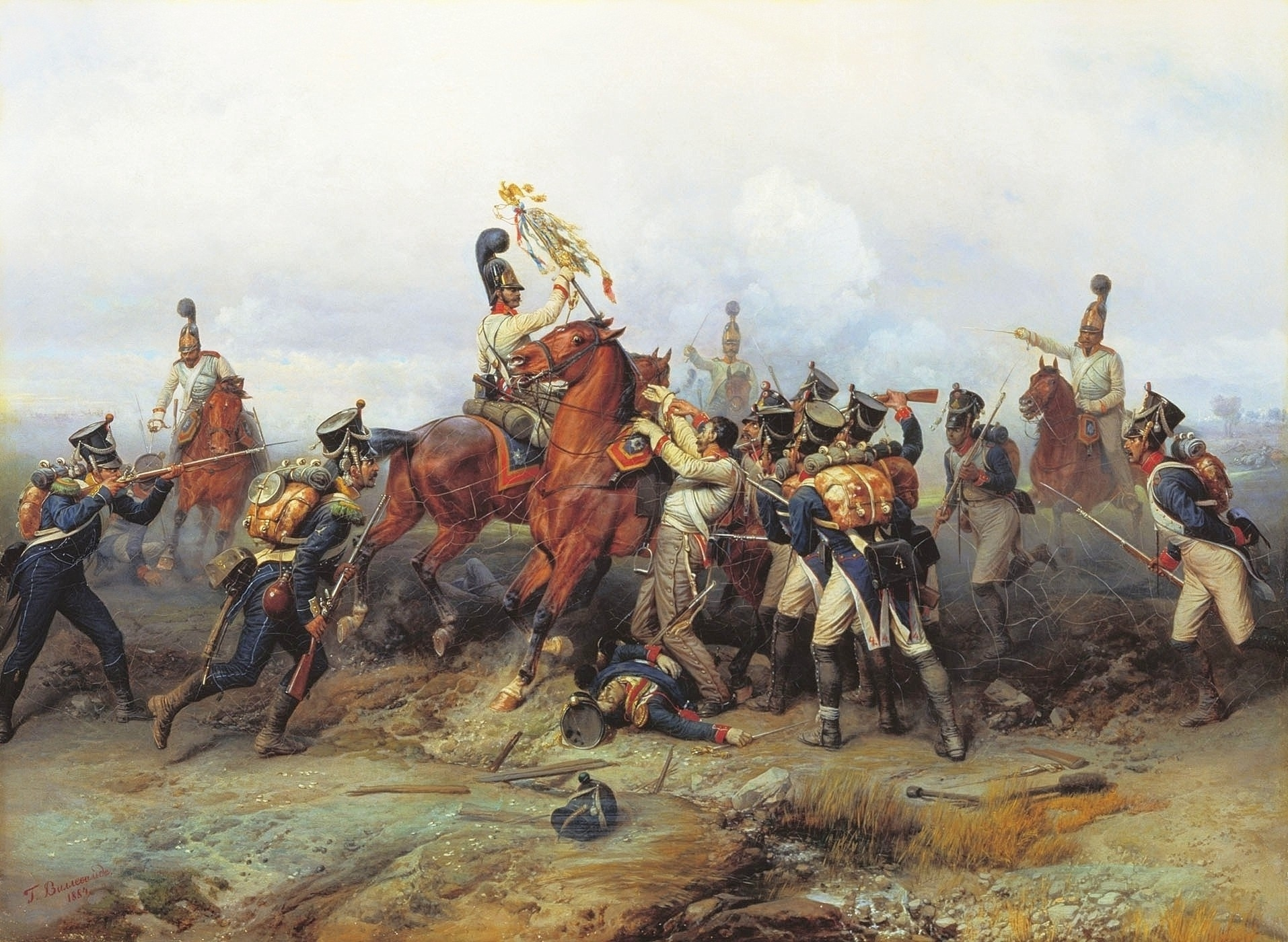
Cattura dell'aquila di un reggimento di cavalleria francese da parte della cavalleria della Guardia russa, di Bogdan Willewalde (1884)

Nonostante i russi conservassero ancora un relativo vantaggio numerico, ben presto i rapporti di forza si invertirono non appena la 2ª divisione del I corpo di Bernadotte, agli ordini di Jean-Baptiste Drouet d'Erlon, irruppe sul fianco dell'azione permettendo alla cavalleria leggera francese di rifugiarsi dietro le proprie linee. L'artiglieria a cavallo della Guardia inflisse quindi pesanti perdite alla cavalleria e ai fucilieri russi. Priva della protezione della cavalleria, la fanteria russa ruppe le linee e cominciò a ritirarsi in disordine verso Křenovice e Austerlitz, incalzata dalla rinvigorita cavalleria francese per circa un quarto di miglio. Le colonne di Langéron e di Ignacy Przybyszewski cercarono di ritirarsi lungo la parte settentrionale del Goldbach ma la cavalleria francese partì all'inseguimento dei fuggitivi, catturandone la maggior parte tra cui il generale Przybyszewski stesso.
Alle ore 13:00 la vittoria francese sul Pratzen era completa, il maresciallo Soult aveva eseguito la sua missione, le truppe del IV corpo d'armata occupavano saldamente l'altipiano e, posizionate nel mezzo delle linee nemiche, avevano frazionato in due parti lo schieramento austro-russo, disgregando inoltre il comando supremo alleato: lo zar era stato separato dal suo stato maggiore e per il resto della battaglia sarebbe rimasto una figura isolata, mentre Kutuzov fu coinvolto in una serie di singoli combattimenti senza più riuscire ad avere alcuna influenza sulla direzione generale della battaglia. Con il centro sbaragliato, le due ali della coalizione furono tagliate fuori e, poco dopo, incominciarono a ritirarsi fino a fuggire disordinatamente.
I feriti e morenti furono accatastati nelle stalle e nelle chiese. Kutuzov fece affiggere presso gli ingressi un cartello scritto in francese: «Je recommande ces malheureux à la générosité de l'Empereur Napoléon et à l'humanité de ses braves soldats» ("Raccomando questi infelici alla generosità dell'Imperatore Napoleone e all'umanità dei suoi coraggiosi soldati").
Nel frattempo lo zar era ormai già fuggito verso est, mentre lo stesso Kutuzov, seriamente ferito, fu costretto a ritirarsi mettendosi in salvo presso un'unità austriaca, non prima di aver visto morire davanti ai suoi occhi uno dei suoi generi, Ferdinand von Tiesenhausen.

### Gli scontri al nord

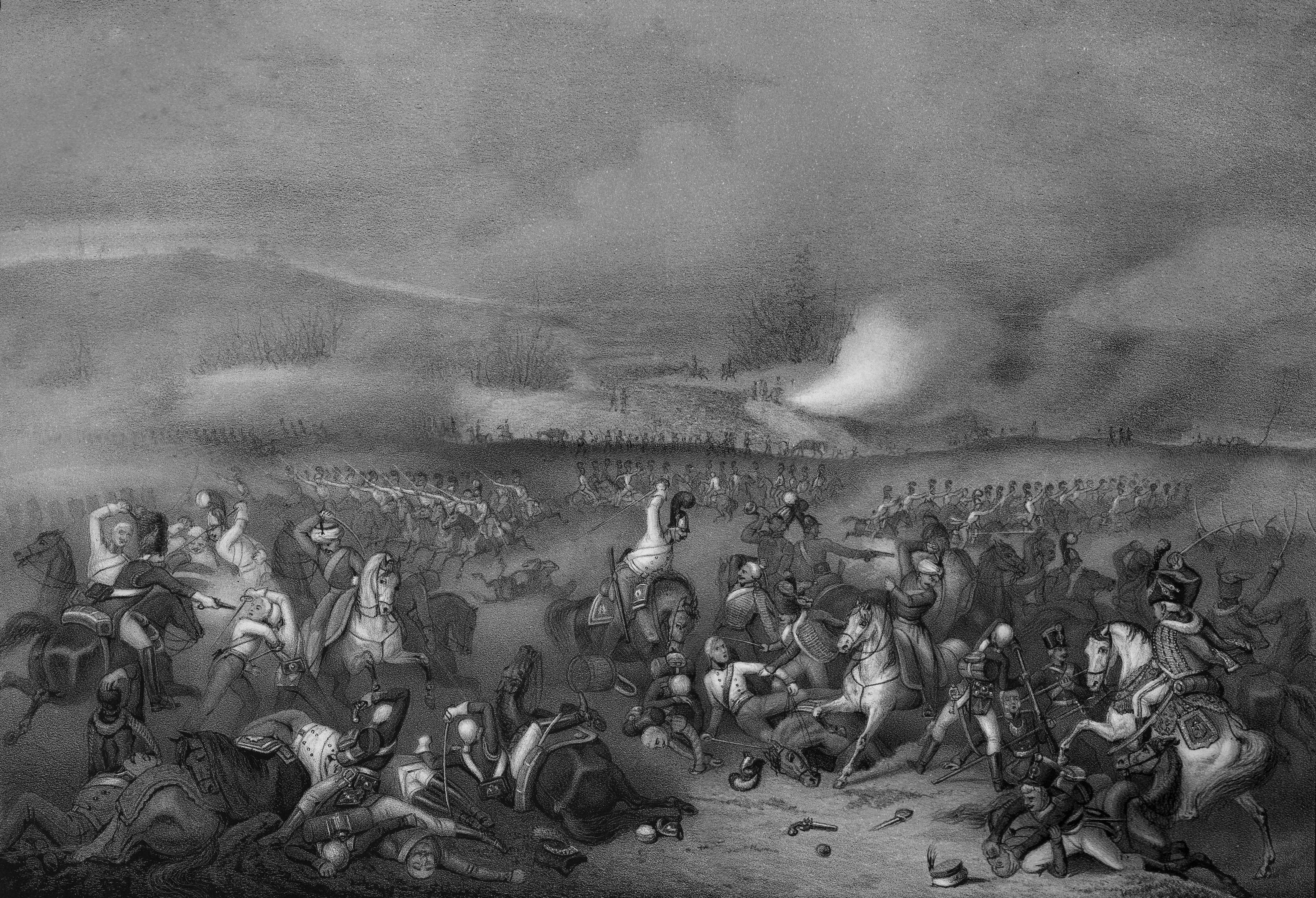
Litografia russa rappresentante i cavalieri della Guardia russa al comando di Repnin, durante uno scontro nella battaglia di Austerlitz

I piani precisi di Napoleone riguardo al settore settentrionale del campo di battaglia non sono ancora del tutto chiari agli storici moderni: questi furono comunicati oralmente ai suoi marescialli la mattina stessa della battaglia e non ne esistono dettagliate versioni scritte. Certo che Soult non avrebbe incontrato grande resistenza sul Pratzen, l'imperatore si limitò a posizionare le truppe di Lannes di fronte ai reparti di Bagration sulla strada per Olmütz, mentre Murat si schierò più a sud per mantenere il collegamento con Soult e Bernadotte; la Guardia imperiale rimase in riserva. Se è evidente che il compito di Lannes era quello di trattenere Bagration lontano dal Pratzen, non è chiaro invece se successivamente Napoleone intendesse attaccarlo in forze servendosi del concorso delle truppe di Bernadotte o se l'imperatore volesse limitarsi solo a contenerlo. Mentre i piani di Napoleone in questo settore non erano stati dettagliatamente predisposti, i coalizzati avevano al contrario minuziosamente stabilito i loro progetti tattici: secondo i piani di Weyrother, Bagration avrebbe dovuto prendere posizione a ovest della collina del Santon, mentre Liechtenstein gli avrebbe protetto il fianco provvedendo poi a occupare lo Žuráň con l'artiglieria a cavallo. L'ala destra alleata avrebbe quindi dovuto attendere il successo delle quattro colonne in movimento dal Pratzen e solo quando queste avessero completato la manovra di aggiramento, risalendo verso Šlapanice, si sarebbe dovuta muovere per sbaragliare definitivamente le truppe francesi.
Il fronte settentrionale della battaglia rimase tranquillo fin verso le 10:00 quando, durante una breve tregua al centro, la Guardia russa avanzò su Blasowitz; Lannes spostò quindi due divisioni agli ordini del generale Marie-François Auguste de Caffarelli du Falga per respingere Bagration verso nord e permettere alla cavalleria di Murat di incunearsi nel varco così creato nella linea nemica. A questo punto la cavalleria di Liechtenstein, finalmente in arrivo dal fianco meridionale, e parte di quella della Guardia russa entrarono in azione contro la fanteria francese disposta a quadrato e a sua volta assistita dalla cavalleria di François Étienne Kellermann; questi, con una manovra di finta ritirata, attirò il 3º reggimento di ulani del granduca Costantino, agli ordini del generale Müller-Zakomelsky, sotto il tiro dei fucilieri francesi, che annientarono il reparto nemico con le loro scariche di fucileria facendone prigioniero il comandante. Visto l'infausto esito di queste cariche, Bagration portò avanti circa quaranta cannoni e cominciò un duro cannoneggiamento da ambo le parti che si concluse attorno alle 10:30.
A questo punto cominciarono ad arrivare le notizie dell'andamento dello scontro sul Pratzen e, nonostante gli ordini fossero di attendere il successo degli alleati a sud prima di muoversi, Bagration prese l'iniziativa di attaccare. Anche se non è chiaro quanto conoscesse della drammatica situazione degli alleati in quei momenti, aggredendo i corpi di Lannes e di Murat il generale russo sperava probabilmente di costringere i francesi a spostare forze dalla loro destra e dal centro per respingere il suo attacco, alleggerendo la pressione sull'altopiano. Bagration, continuando a mantenere il possesso di Holubice per non farsi aggirare sul fianco destro, lanciò quindi incursioni a nord sulla strada per Brno e attorno al Santon.

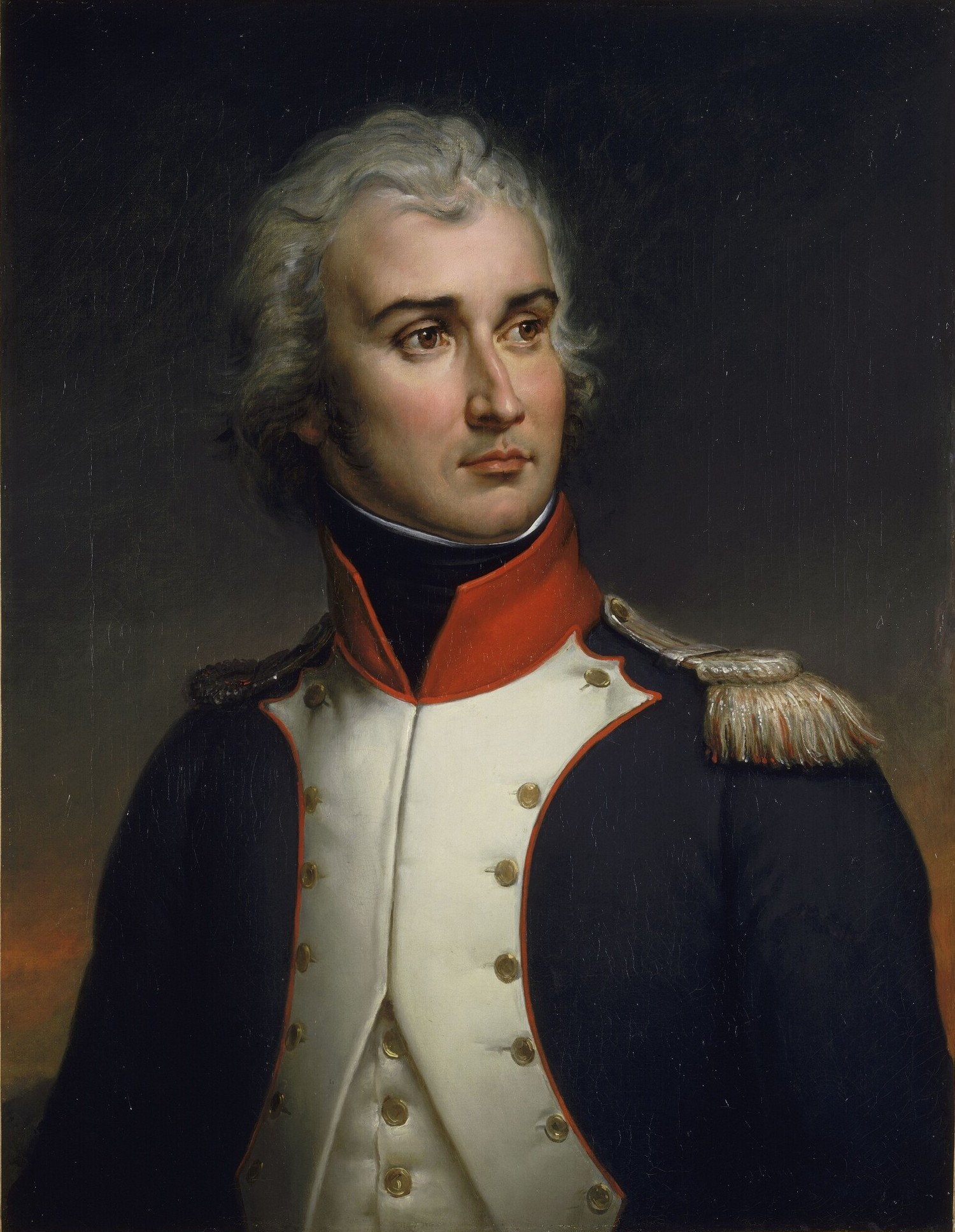
Il generale Jean Lannes

I primi a gettarsi nella mischia furono i cavalieri cosacchi e gli ussari della Guardia che caricarono a nord del Santon, creando un iniziale scompiglio prima di essere falcidiati dalle batterie francesi posizionate sulla collina e poi dispersi dal contrattacco della fanteria di Lannes e della cavalleria a supporto, che causarono loro ulteriori gravi perdite. L'avanzata delle colonne francesi costrinse quindi Bagration a ritirarsi in buon ordine su Rousínov dove stabilì la sua nuova posizione. Nel frattempo Liechtenstein, determinato a fermare l'avanzata della fanteria di Caffarelli, caricò la cavalleria leggera di Kellermann con un pesante attacco di corazzieri, ussari e dragoni, forte di circa 6 000 uomini. La cavalleria francese resistette inizialmente agli attacchi ma, una volta chiaro che il numero di nemici era troppo grande, fu costretta a trovare rifugio dietro la propria fanteria. Gli uomini di Caffarelli respinsero tre attacchi in successione, dando il tempo a Murat di inviare nella mischia due divisioni di corazzieri (una comandata da d'Hautpoul e l'altra da Étienne Marie Antoine Champion de Nansouty) che, pur in inferiorità numerica in un rapporto di quasi due a uno, sbaragliarono le linee della cavalleria russa. La mischia conseguente fu lunga e accanita, ma alla fine i francesi prevalsero. Lannes guidò quindi il suo V Corpo contro gli uomini di Bagration e dopo duri combattimenti riuscì a metter il pur abile comandante russo fuori combattimento. Egli avrebbe voluto continuare a inseguirlo perché Bagration conservava ancora una forza ragguardevole e potenzialmente pericolosa, ma Murat, che aveva il comando di questo settore del campo di battaglia, fu di diverso avviso. In seguito giustificò così la propria decisione:
(Rapporto del principe Murat, in Relations and rapports, p. 14.)
La preoccupazione di Murat era di conservare il controllo delle vie di comunicazione da Olmütz attraverso Austerlitz per Brno e di non allontanarsi troppo dal teatro della battaglia per garantire a Napoleone rinforzi immediati in caso di bisogno.

### Epilogo

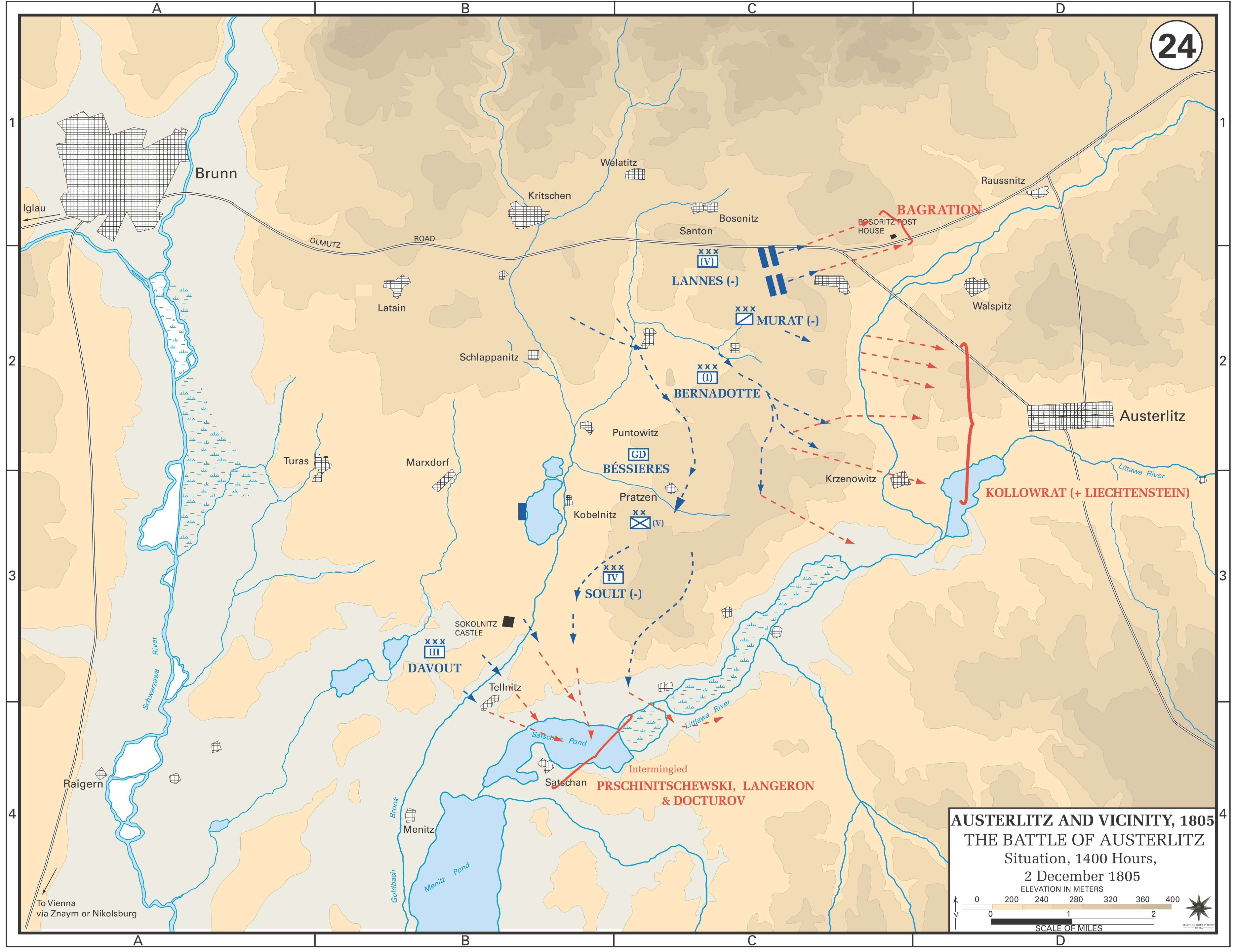
La situazione alle 14:00: l'esercito alleato era ormai pericolosamente tagliato in due. Napoleone aveva quindi la possibilità di colpire una delle ali alleate, e scelse quella sinistra poiché negli altri settori le forze nemiche erano già state liquidate o costrette a ritirarsi dal combattimento.

Dopo essersi assicurato il controllo del Pratzen e aver compreso che sul fronte settentrionale Bagration si era ormai allontanato troppo verso est per essere rapidamente intercettato e distrutto, Napoleone si rese conto che il suo piano originale, che prevedeva un grande accerchiamento di tutta l'armata alleata, non era più realizzabile: la sua attenzione si rivolse quindi verso l'estremità meridionale del campo di battaglia in cui i francesi e gli alleati erano ancora in lotta per il possesso di Sokolnice e Telnice. Al I Corpo di Bernadotte, che fino a quel momento non aveva contribuito molto attivamente alla battaglia, fu ordinato di tenere l'altopiano del Pratzen, mentre il compito di sferrare un nuovo attacco fu affidato ai reparti di Saint-Hilaire e Vandamme, sostenuti dalla 3ª Divisione di Legrand. L'assalto fu compiuto su due fronti: la divisione di Saint-Hilaire, con parte del III Corpo di Davout e con il generale Legrand alla loro destra, sfondò le difese nemiche a Sokolnice, fece almeno 4 000 prigionieri e costrinse i comandanti delle prime due colonne alleate, i generali Michael von Kienmayer e Langéron, a fuggire il più velocemente possibile verso sud dopo una iniziale resistenza. Nel frattempo Vandamme con le due brigate rimastegli si spostò verso il bordo meridionale del Pratzen da dove incalzò la linea di Buxhowden, comandante della sinistra alleata e l'uomo che aveva avuto il comando generale. Questi, pare in quel momento completamente ubriaco, fuggì precipitosamente in ritirata.
A questo punto l'esercito alleato fu colto dal panico generale e abbandonò il campo di battaglia fuggendo in tutte le direzioni possibili. A proposito di questa rotta fu documentato un famoso episodio: le forze russe che erano state sconfitte dall'ala destra francese si ritirarono verso sud, in direzione di Vienna, attraverso gli stagni di Monitz e il lago palustre di Satschan, ricoperti da lastre gelate. Poiché l'artiglieria francese, su ordine di Napoleone, martellava gli uomini in fuga, il ghiaccio si ruppe a causa del bombardamento: secondo fonti coeve, numerosi soldati annegarono nelle acque ghiacciate e decine di pezzi di artiglieria affondarono con loro. Tuttavia negli anni successivi alla battaglia e anche recentemente, questa ricostruzione che criminalizzava l'imperatore francese è stata spesso messa in dubbio.
(Napoleone alla sua scorta la sera del 2 dicembre.)
Dopo il tramonto, a Napoleone non rimase che ritornare verso nord in direzione della strada di Olmütz, attraversando il campo di battaglia. Probabilmente lo fece per misurare la portata della sua clamorosa vittoria, ma le fonti più vicine all'imperatore riferiscono che gli premeva anche, come avrebbe anche fatto nelle campagne seguenti, prendersi cura dei feriti, non solo quelli francesi ma anche quelli del nemico. Fece distribuire del brandy, usò parole di conforto e fece accendere dei fuochi per riscaldarli in attesa dei soccorsi.

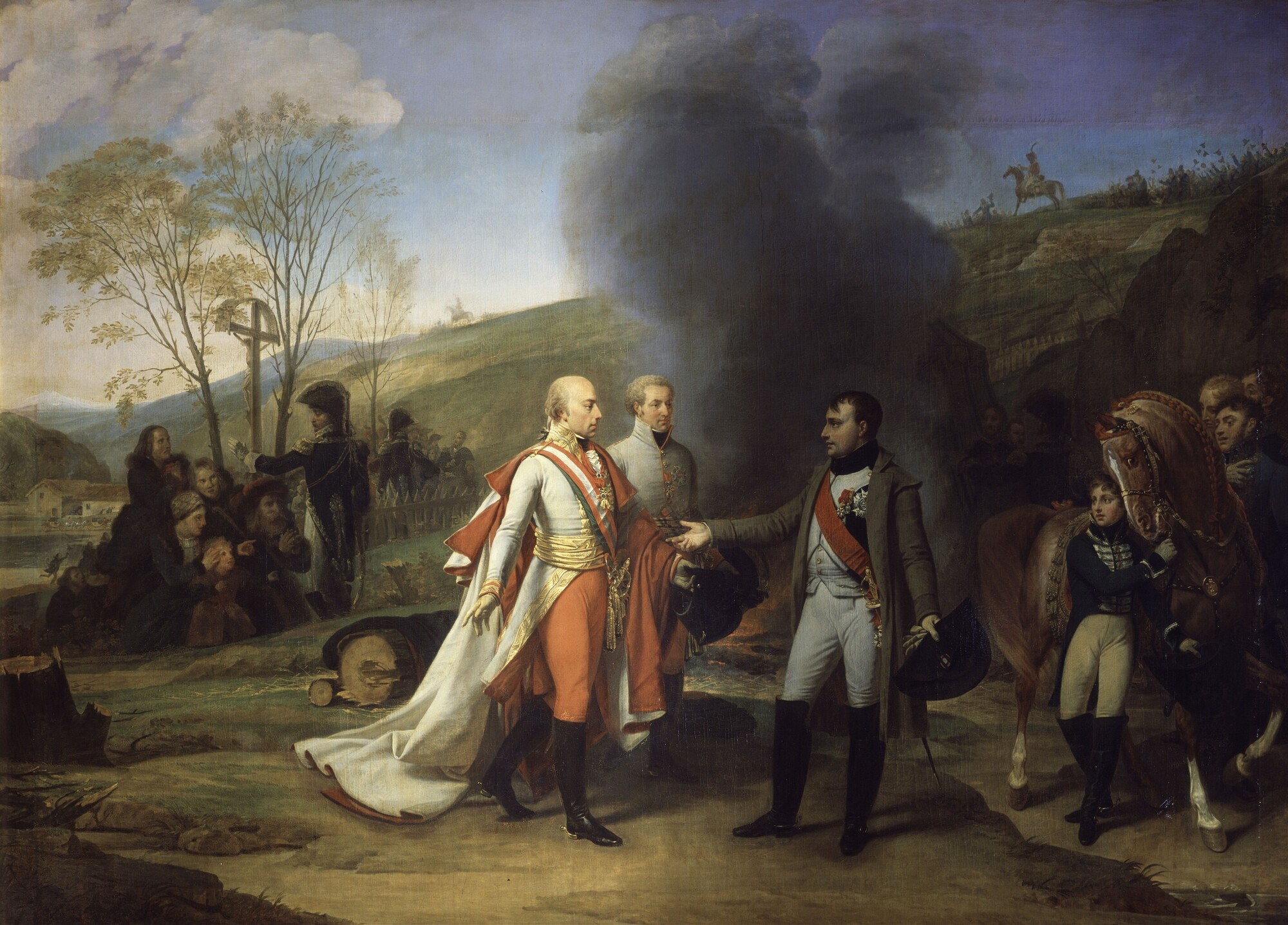
Napoleone e Francesco II dopo la battaglia di Austerlitz

Intorno alla mezzanotte giunse presso la Stará pošta, una vecchia stazione di posta passata di mano un paio di volte durante la giornata e riconquistata poche ore prima da Murat e Lannes. Qui riposò su un letto di paglia e ricevette la mattina successiva presto la visita dell'arciduca Giovanni, giunto a presentare la resa dell'esercito austriaco. La richiesta era urgente per l'Austria in quanto Napoleone aveva dato ordine ai suoi generali di incalzare le armate nemiche in rotta che ora rischiavano la distruzione totale. Il 4 dicembre Napoleone accolse Francesco II in un'atmosfera inaspettatamente cordiale per l'imperatore austriaco, scusandosi anche per l'accoglienza spartana all'aperto davanti a due semplici fuochi da campo. Entrambi stigmatizzarono il vile comportamento degli inglesi, considerati dai due imperatori i veri responsabili del conflitto che si erano limitati a finanziare economicamente senza prendere parte ai combattimenti. L'imperatore austriaco li definì «marchands de chair humaine, ils payent les autres pour se battre à leur place» ("mercanti di carne umana, pagano gli altri per combattere al loro posto"). Bonaparte infine concesse la tregua all'imperatore austriaco e si impegnò a far ritirare indenni le truppe russe verso la madrepatria. Secondo alcune fonti pare che lo zar, grazie a uno stratagemma utilizzato con Davout, inviato da Napoleone per controllare l'armata russa e formalizzare la tregua precedentemente offerta tramite Savary, fosse già disonorevolmente "in fuga" prima dell'assenso ufficiale dell'imperatore francese.

## La ricompensa di Napoleone ai suoi soldati
Gli atti di coraggio compiuti dai soldati francesi durante la battaglia furono così numerosi che, non appena ne cominciò a ricevere i rapporti, l'imperatore sentenziò: «Il faut toute ma puissance pour récompenser dignement tous ces braves gens!» ("Farò tutto ciò che è in mio potere per ricompensare adeguatamente tutti questi uomini coraggiosi!"). Le parole di Napoleone ai suoi soldati dopo la battaglia, riportate nel 30º bollettino della Grande Armée, furono piene di lodi, a volte infarcite di esagerazioni:
(Napoleone alla Grand Armée all'indomani della battaglia.)

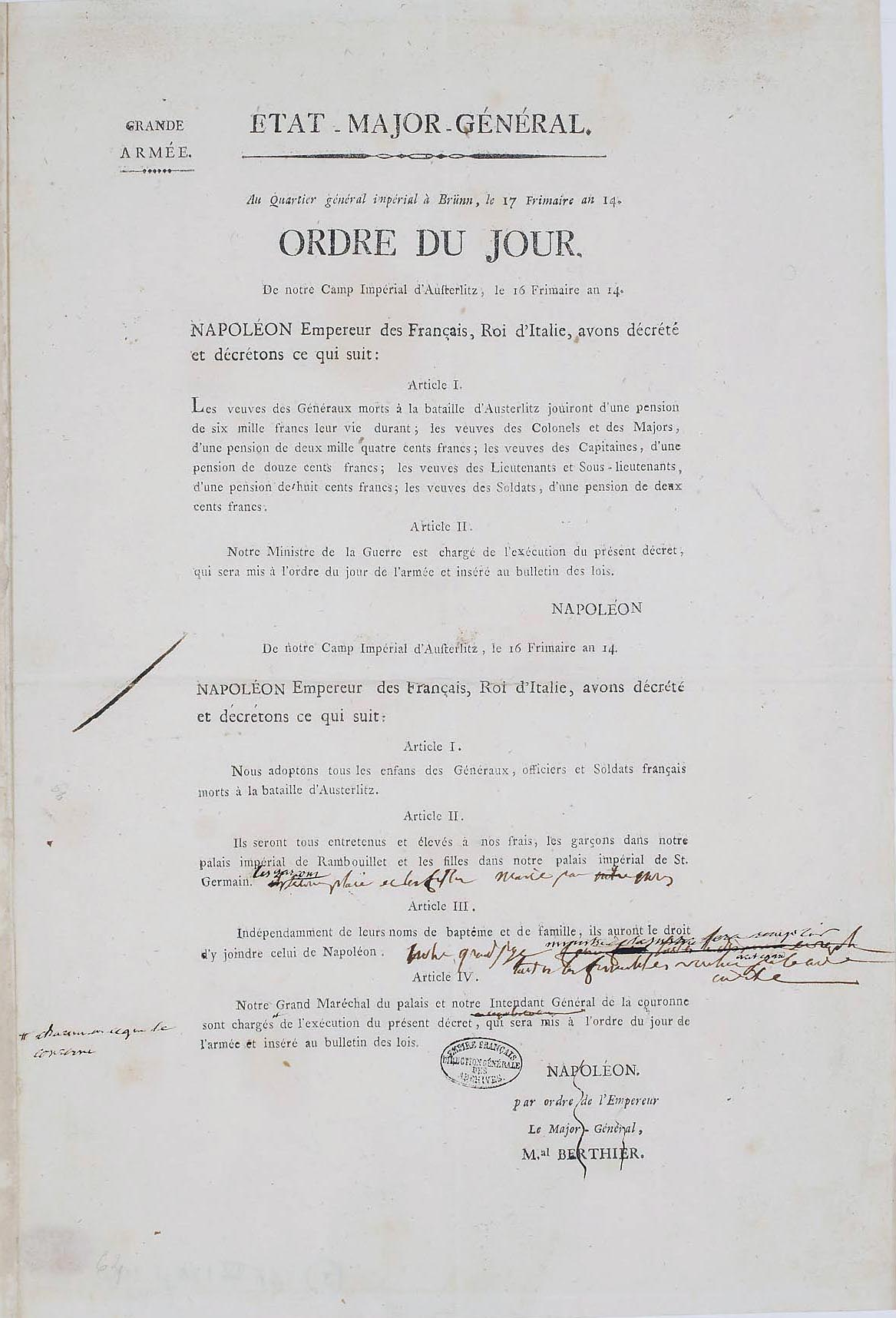
Ordine del giorno della Grande Armata, campo di Austerlitz, 16 frimaio XIV (7 dicembre 1805). Napoleone decreta che le vedove degli ufficiali e dei soldati riceveranno una pensione e i bambini dei generali, degli ufficiali e dei soldati francesi caduti ad Austerlitz saranno adottati. Archives nationales.

Napoleone, inoltre, premiò generosamente lo zelo e il coraggio di chi lo aveva seguito in battaglia: già sul campo egli distribuì ai più arditi le croci della Legion d'onore; a tutti i feriti furono date delle gratificazioni in denaro, con somme fino a 3 napoleoni; i generali ricevettero 3 000 franchi ciascuno mentre gli ufficiali inferiori somme variabili tra i 500 e i 2 000 franchi secondo il grado; ai soldati semplici fu consegnato un napoleone ciascuno. Con un ordine del giorno emanato ad Austerlitz il 16 frimaio, anno XIV (cioè il 7 dicembre 1805), Napoleone decretò che le vedove dei generali, dei colonnelli e dei maggiori caduti nella battaglia avrebbero ricevuto un vitalizio annuale compreso tra i 6 000 e 2 400 franchi rispettivamente, le vedove dei capitani 1 200 franchi, quelle dei tenenti e dei sottotenenti una pensione di 800 franchi, infine quelle dei soldati semplici un vitalizio di 200 franchi. Tutti i figli dei membri della Legione d'onore caduti in guerra furono formalmente adottati dall'imperatore e, con l'obiettivo di garantire il futuro di questi orfani, sarebbero stati cresciuti a spese dello stato francese che avrebbe anche garantito un impiego ai maschi e una dote per il matrimonio alle femmine. Napoleone stesso creò poi le maisons d'éducation ("case di formazione") per le figlie dei deceduti decorati.
L'unica nota dolente della giornata per l'imperatore fu la perdita dell'aquila del 1º Battaglione del 4º Reggimento di linea della divisione di Vandamme, catturata durante la carica della Guardia zarista. L'imperatore si dimostrò particolarmente adirato per questo episodio. Il 4 nevoso, anno XIV (25 dicembre 1805) Napoleone era a Vienna per passare in rivista il Corpo di Soult; arrivato nei pressi del reggimento che aveva subito l'onta, riunì attorno a lui gli ufficiali del battaglione e gridò con veemenza per farsi udire da tutti i soldati del reggimento:
(Napoleone al 4º Reggimento, Vienna, 25 dicembre 1805.)
Dopo aver accolto le giustificazioni del battaglione, secondo cui nessuno si era accorto nella mischia che l'alfiere era caduto, Napoleone concesse al battaglione una nuova aquila che i soldati, con le lacrime agli occhi, giurarono di difendere fino alla morte. Il fine dell'imperatore era chiaro: aveva ottenuto la fedeltà incondizionata del reparto graziato che, nelle battaglie future, avrebbe dimostrato audacia e valore.

## Conseguenze
(Generale Przhebishevsky (o Przybyszewski), rapporto a Sua Maestà imperiale delle azioni della 3ª colonna, luglio 1806)
Tuttora la battaglia di Austerlitz, eretta a paradigma dell'arte tattica, è considerata il capolavoro del genio strategico di Napoleone Bonaparte, che con la sua capacità di manovra e il suo intuito militare, con poche perdite e con un esercito di consistenza numerica inferiore a quello nemico, ottenne notevoli risultati sul piano politico e territoriale.
Dopo la conta delle perdite il successo francese risultò devastante per il nemico: ai 9 000 tra morti, feriti e prigionieri francesi, circa il 12% dei loro soldati, corrisposero tra i 25 000 e i 27 000 morti e feriti e oltre 12 000 prigionieri (tra cui otto generali) dell'armata austro-russa, circa il 40% della loro forza iniziale. I francesi si impadronirono inoltre di 180 cannoni, cinquanta stendardi e 150 cassoni portamunizioni. Forse la sintesi più indovinata della batosta subita dagli alleati si ritrova in una affermazione fatta dallo zar poco dopo la sconfitta e poco prima di allontanarsi dall'Austria per non essere costretto a trattare la resa: «Siamo come bambini nelle mani di un gigante».
Kutuzov, benché sofferente, organizzò instancabilmente il ritiro dell'esercito russo: la notte stessa della disfatta raccolse le sue forze residue e partì per Göding attraversando la Morava (March in tedesco), il grande fiume che fa da frontiera tra la Moravia e l'Ungheria, quindi raggiunse la Russia attraverso la Galizia. Lo zar Alessandro costrinse Langéron a congedarsi, Przhebishevsky fu degradato a soldato semplice, mentre Alexander Kutuzov fu allontanato dall'esercito ma nominato governatore di Kiev.
Dopo la tregua del 4 dicembre, Francia e Austria, rappresentate la prima da Charles-Maurice de Talleyrand e la seconda dal principe Giovanni di Liechtenstein e dal conte Ignatz von Gyulai, firmarono 22 giorni più tardi il trattato di Presburgo, che pose di fatto la potenza asburgica fuori dalla guerra. L'Austria accettò di riconoscere i territori francesi già ceduti con i precedenti trattati di Campoformio e di Lunéville e inoltre rinunciava a Venezia, all'Istria e alla Dalmazia a favore del Regno d'Italia, riconoscendo il titolo di Re d'Italia a Napoleone. Alla Baviera l'Austria fu costretta a cedere il Vorarlberg, il Tirolo e il Trentino, nonché altri domini tedeschi di minore entità che vennero ceduti al Baden e al Württemberg. Questi ultimi due stati, unitamente alla Baviera e all'Assia-Darmstadt, vennero elevati al rango di stati sovrani indipendenti. Le armate francesi, inoltre, si stanziarono nel sud della Germania. Veniva così definitivamente a cadere l'assetto del Sacro Romano Impero, disciolto l'anno seguente con l'abdicazione al trono imperiale di Francesco II, che da quel momento in avanti assunse il titolo di Francesco I d'Austria. Gli stati tedeschi furono riorganizzati nella Confederazione del Reno, istituita da Napoleone che ne divenne protettore, facendola rientrare nella sfera d'influenza francese e destinandola a fungere da cuscinetto tra Francia e Prussia. L'Austria dovette pagare anche 40 milioni di franchi (1/7 del reddito nazionale) come indennizzo di guerra alla Francia. Fu una conclusione dura ma non certo una pace catastrofica per l'impero asburgico che ottenne in cambio delle sue cessioni la città di Salisburgo.
La grande vittoria fu accolta dapprima con stupore e quindi con euforia a Parigi, dove solo pochi giorni prima si discuteva di una nazione sull'orlo del collasso finanziario e ora, dopo la durissima indennità imposta all'economia austriaca, ci si trovava per gli anni a venire con le casse ben fornite.
Austerlitz e la campagna precedente alterarono profondamente la natura della politica europea. In tre mesi i francesi avevano occupato Vienna, distrutto due eserciti e umiliato l'impero austriaco. Questi eventi si posero in netto contrasto con i rigidi equilibri di potere tipici del XVIII secolo stravolgendo la politica europea. Famosa la reazione alle notizie provenienti da Austerlitz di William Pitt: pare che da quel momento assunse una espressione permanentemente tirata e un colorito bluastro (da qualcuno ironicamente definito "look di Austerlitz") e poco prima di morire, meno di due mesi dopo, si rivolse alla nipote e indicandole una carta dell'Europa le disse:
(William Pitt.)
L'esito della battaglia preparò il terreno per quasi un decennio di dominazione francese del continente europeo ma, nonostante i tentativi di ingraziarsi la Prussia cedendole anche la ambita città di Hannover, questa vide nelle manovre di Napoleone un chiaro affronto al suo status di potenza principale dell'Europa centrale e poco dopo avrebbe dichiarato guerra alla Francia nel 1806.

## Le interpretazioni storiche della battaglia

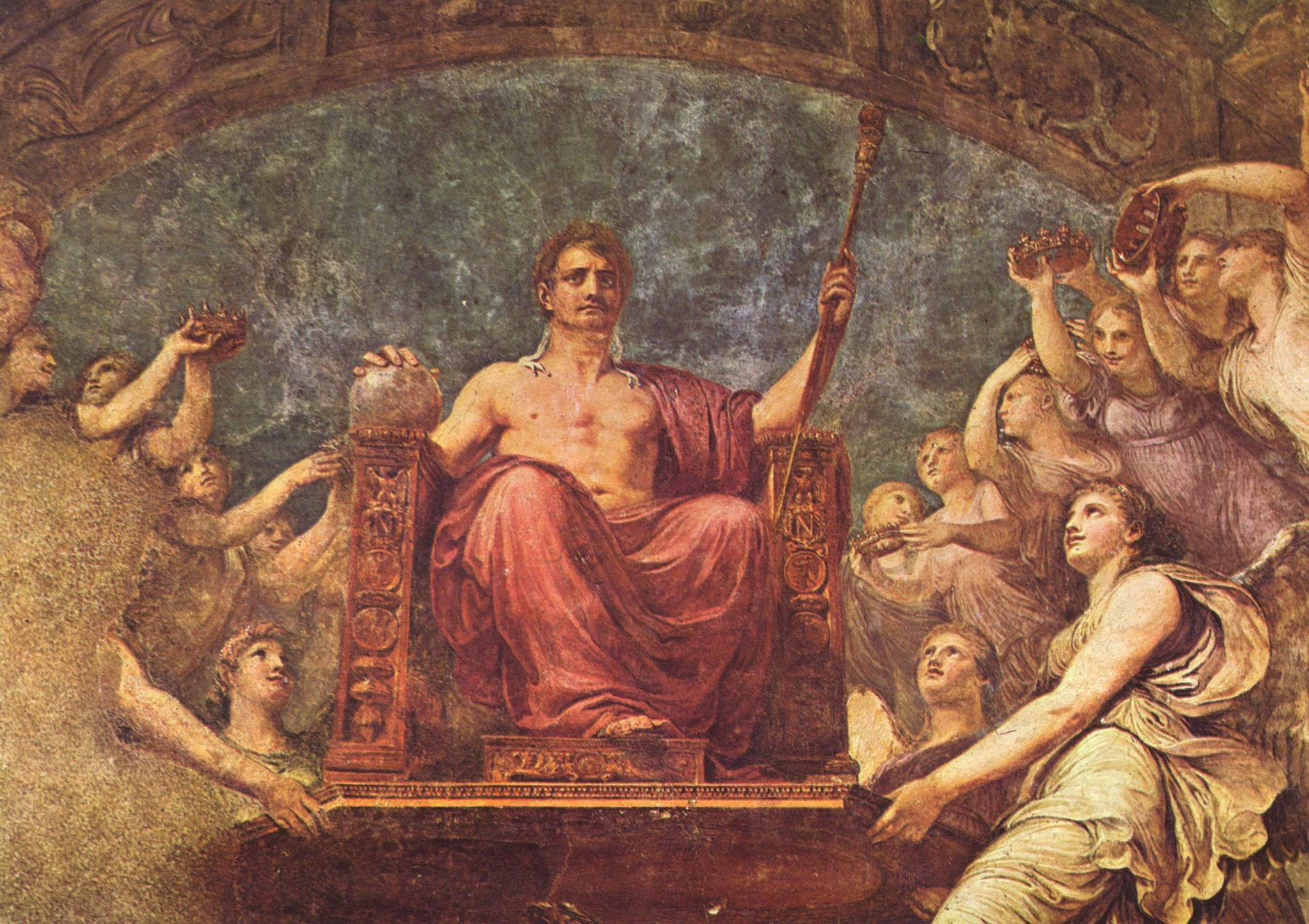
Apoteosi di Napoleone, di Andrea Appiani, 1807

Ad Austerlitz Napoleone non riuscì ad annientare l'armata alleata come avrebbe voluto, ma gli storici riconoscono che il piano originale era ottimamente congegnato per fornire una schiacciante vittoria. Se infatti è vero che quel giorno tutto sembrò andare per il verso giusto per le truppe francesi, è innegabile che il merito andò all'abilità di Napoleone nel creare le condizioni per cui questo si verificasse: molto prima della battaglia, la sua riforma dell'esercito francese aveva creato una forza combattente agguerrita e ben addestrata; egli fu sempre una fonte di continua ispirazione per le sue truppe; scelse e impose al nemico il terreno su cui combattere; riuscì con sottili inganni psicologici e diplomatici ad attirare il nemico in una trappola; infine impiegò le sue truppe con estrema saggezza e, nonostante l'inferiorità numerica, ne sottoutilizzò alcune, come il corpo di Bernadotte e la divisione di Victor Levasseur. Per questo motivo, Austerlitz è spesso paragonata per importanza e risultati ad altre grandi battaglie tattiche, come Canne, Arbela o Blenheim.
(Napoleone dopo la battaglia di Austerlitz.)
Diversamente dalle sue consuetudini a seguito di altre grandi vittorie, l'imperatore francese questa volta non concesse alcun titolo nobiliare a nessuno dei suoi comandanti. Questo atteggiamento, secondo alcuni storici, era il chiaro segnale che Napoleone considerava Austerlitz una vittoria troppo personale per poterla condividere con chiunque altro. Anzi egli riteneva proprio che tutte le condizioni per il trionfo di quel giorno fossero state solo opera sua. Prendendo spunto da questo e da fatti simili, altri studiosi suggeriscono che Napoleone ebbe un tale successo ad Austerlitz che da quel momento in poi cominciò a perdere il contatto con la realtà e, quella che fino ad allora era stata la politica estera francese, dopo la battaglia sarebbe diventata quella "personale napoleonica".
Dopo la battaglia, lo zar Alessandro I fece ricadere tutta la responsabilità della sconfitta su Kutuzov, formalmente il comandante in capo dell'esercito alleato. Tuttavia, è noto che il piano iniziale di Kutuzov prevedeva di ritirarsi più lontano possibile verso est, dove l'esercito alleato avrebbe potuto godere di un decisivo vantaggio logistico. Ma secondo gli storici i benefici non si sarebbero limitati a questo: guadagnando tempo durante la ritirata gli alleati avrebbero inoltre avuto la possibilità di essere rafforzati dalle truppe dell'arciduca Carlo in marcia dall'Italia, e probabilmente i prussiani avrebbero nel frattempo preso la decisione di aderire alla coalizione contro Napoleone. Un'armata francese con le sue linee di rifornimento allungate oltre limiti ragionevoli, in un territorio che non avrebbe offerto adeguate scorte di cibo, si sarebbe potuta poi sicuramente affrontare con un esito molto diverso da quello che alla fine gli austro-russi ottennero facendosi prematuramente attirare in battaglia nei pressi di Austerlitz.
Nella storia francese, Austerlitz è stata sempre ricordata come una impressionante vittoria militare e, nella seconda metà del XIX secolo, quando il fascino ispirato dal Primo Impero raggiunse il suo apice, la battaglia era venerata da artisti come Victor Hugo che, «nella profondità dei [suoi] pensieri», dichiarava di poter avvertire il «rumore dell'artiglieria pesante rimbombare verso Austerlitz». In occasione del bicentenario del 2005, tuttavia, si è innescata una polemica riguardo alle celebrazioni, dovuta a una sorta di revisionismo della figura di Napoleone in atto nel paese: né il presidente francese Jacques Chirac, né il primo ministro Dominique de Villepin hanno ritenuto opportuno partecipare alle solenni commemorazioni della battaglia. D'altra parte, alcuni cittadini dei dipartimenti francesi d'oltremare hanno protestato contro ciò che è stato visto come la "commemorazione ufficiale di Napoleone", sostenendo che Austerlitz non dovrebbe essere celebrata in quanto simbolo di una figura resasi colpevole dei reati di genocidio e discriminazione contro i popoli colonizzati e di aver reintrodotto la pratica della schiavitù nelle colonie.

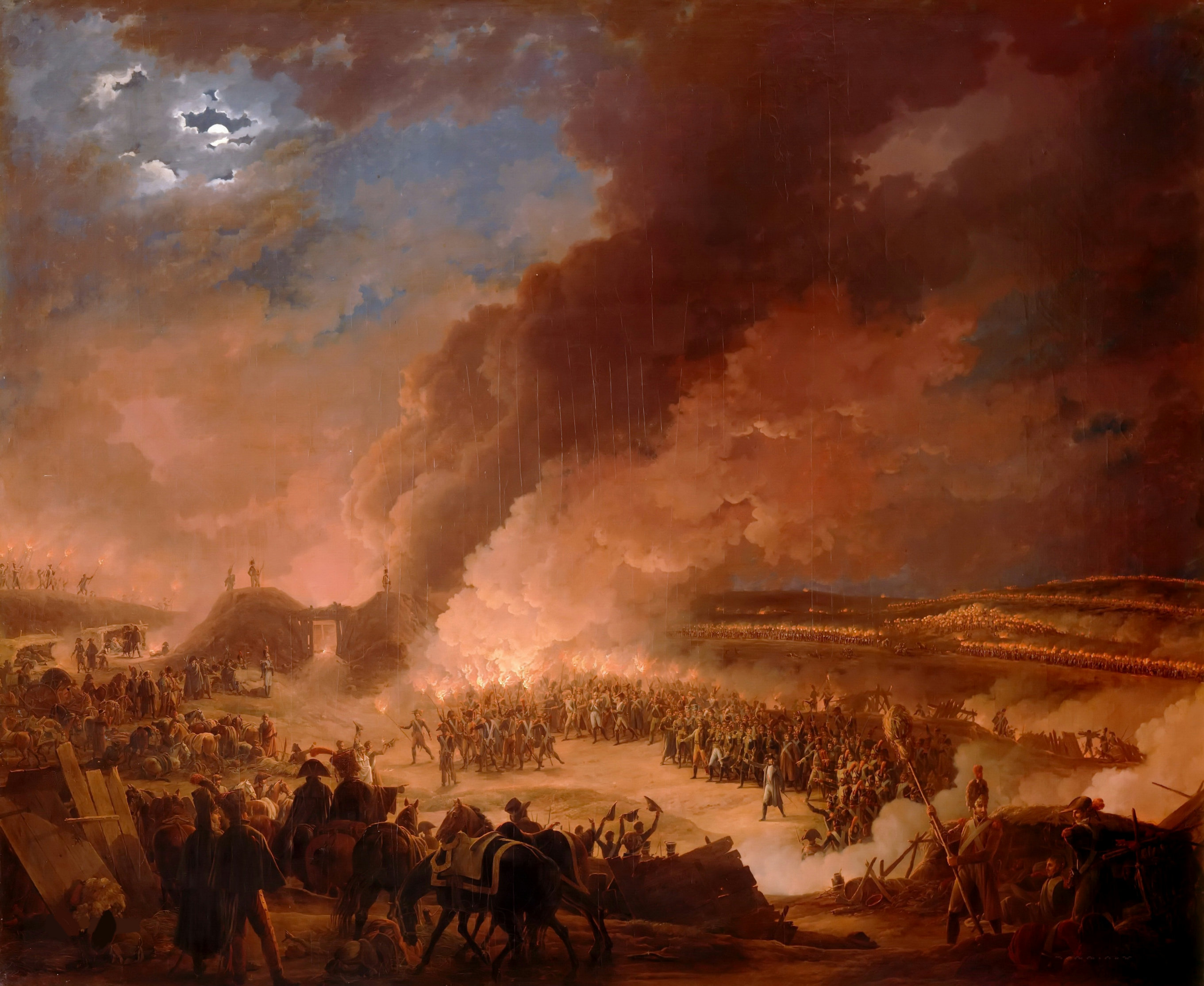
Vigilia della battaglia di Austerlitz, Louis Albert Guislain Bacler d'Albe, 1808. Secondo lo storico Jacques Garnier, fu durante queste ore che Napoleone maturò la sua strategia per il giorno successivo.

Sempre in questo periodo, qualche storico francese ha anche cominciato a mettere in dubbio la ricostruzione ufficiale degli eventi che caratterizzano quella che è passata alla storia come la "battaglia perfetta" di Napoleone. Secondo queste nuove tesi la chiave di lettura di Austerlitz nella storiografia ufficiale è sempre stata fortemente influenzata da quello che l'imperatore francese voleva che passasse alla storia e che si trova rigidamente descritto nel 30º bollettino dell'Armée, da cui spesso furono pedissequamente "copiate", su esplicita indicazione del comandante in capo, anche le successive relazioni personali dei marescialli francesi. Austerlitz doveva entrare nell'immaginario collettivo come la vittoria "esemplare", frutto dell'onniscienza di un monarca assoluto, in cui tutti gli eventi erano stati magistralmente previsti e l'esito predestinato. Secondo lo storico Jacques Garnier, specialista in battaglie e storia dell'era napoleonica, le perplessità su quello che finora la storia ufficiale ha tramandato sarebbero invece parecchie: dalle fonti "addomesticate" da Napoleone che interferì anche nella redazione dei racconti dei suoi comandanti più intellettualmente onesti, come Davout, alla singolare mancanza di ordini scritti per la giornata del 2 dicembre che avrebbero potuto fornire un quadro più chiaro e attendibile della strategia che veramente Bonaparte aveva deciso di adottare, al di là di quello che venne raccontato in seguito. Secondo queste nuove interpretazioni, quando l'imperatore arrivò a Brünn non aveva ancora idea di cosa lo aspettasse e di cosa avrebbe fatto. Come conferma Savary, l'idea di indebolire la sua ala destra per ordire il famoso inganno non era ancora stata concepita e Napoleone stava ancora concentrando le sue truppe senza ancora avere deciso se affrontare una battaglia difensiva o offensiva. Convinto fino al 29 novembre, ad esempio, che i russi in arrivo da Ölmutz per Brünn in linea retta lo avrebbero attaccato frontalmente, fece fortificare la collina del Santon posizionandovi diciotto pezzi di artiglieria e un intero reggimento, cosa che poi si rivelò quasi insignificante ai fini dell'esito della battaglia. Fino al 1º dicembre non ci sarebbe quindi ancora alcun segnale chiaro che Bonaparte avesse deciso con grande anticipo di indebolire il suo fianco destro e l'armata non presentava ancora un fronte allineato, ma era disposta lungo un triangolo di circa cinque chilometri per lato. Un'altra indicazione è data dalla marcia forzata che Davout dovette sostenere per coprire appena in tempo il fianco destro: Napoleone, nonostante la laconicità del bollettino sul quale sembra che l'arrivo tempestivo del suo maresciallo sia quasi un fattore di secondo piano e ampiamente previsto, ci contava in realtà ansiosamente per completare il concentramento dell'armata. Ancora alle 20:30 del 1º dicembre, dopo l'occupazione del Pratzen da parte degli alleati, all'ala destra era stata data la disposizione generale di prepararsi all'offensiva. È evidente, secondo Garnier, che l'imperatore pensasse che tutte le sue manovre psico-diplomatiche volte a dare un'impressione di debolezza e incitare il nemico all'attacco fossero (almeno in parte) fallite e non pensasse ancora certo a indebolire il suo fianco destro. Probabilmente fu una decisione presa durante la notte, adattandosi all'esigenza del momento. D'altro canto, osserva lo storico francese, è un gioco parecchio difficile nell'imminenza della battaglia far credere al nemico di essere in difficoltà, come quando si chiese l'armistizio allo zar, e al contempo riuscire a dimostrare il contrario ai propri generali e alle loro truppe, lasciati in posizione estremamente pericolosa, per non abbatterne il morale.

## Il campo di battaglia oggi

Il campo di battaglia di Austerlitz ai giorni nostri; in primo piano il villaggio di Pratzen

Il campo di battaglia di Austerlitz è rimasto relativamente incontaminato negli ultimi 200 anni. I trasporti pubblici per il sito sono limitati, l'agricoltura domina ancora le colline e il paesaggio, a parte l'espansione dei villaggi, non è cambiato sensibilmente, conservando i suoi aspetti bucolici. Un'autostrada oggi taglia in due il campo di battaglia.
Sulla collina Žuráň, dove Napoleone aveva il suo quartier generale, nel 1930 fu eretto un monumento in granito su cui sono incise mappe con le posizioni sul campo di battaglia. Dall'altura si gode di una posizione privilegiata dell'area dove avvennero i principali scontri, la stessa che permise a Napoleone di osservare i movimenti del nemico sul Pratzen; è inoltre possibile verificare come la nebbia in basso abbia potuto, nelle prime ore del 2 dicembre 1805, nascondere facilmente le truppe di Soult posizionate lungo il Goldbach.

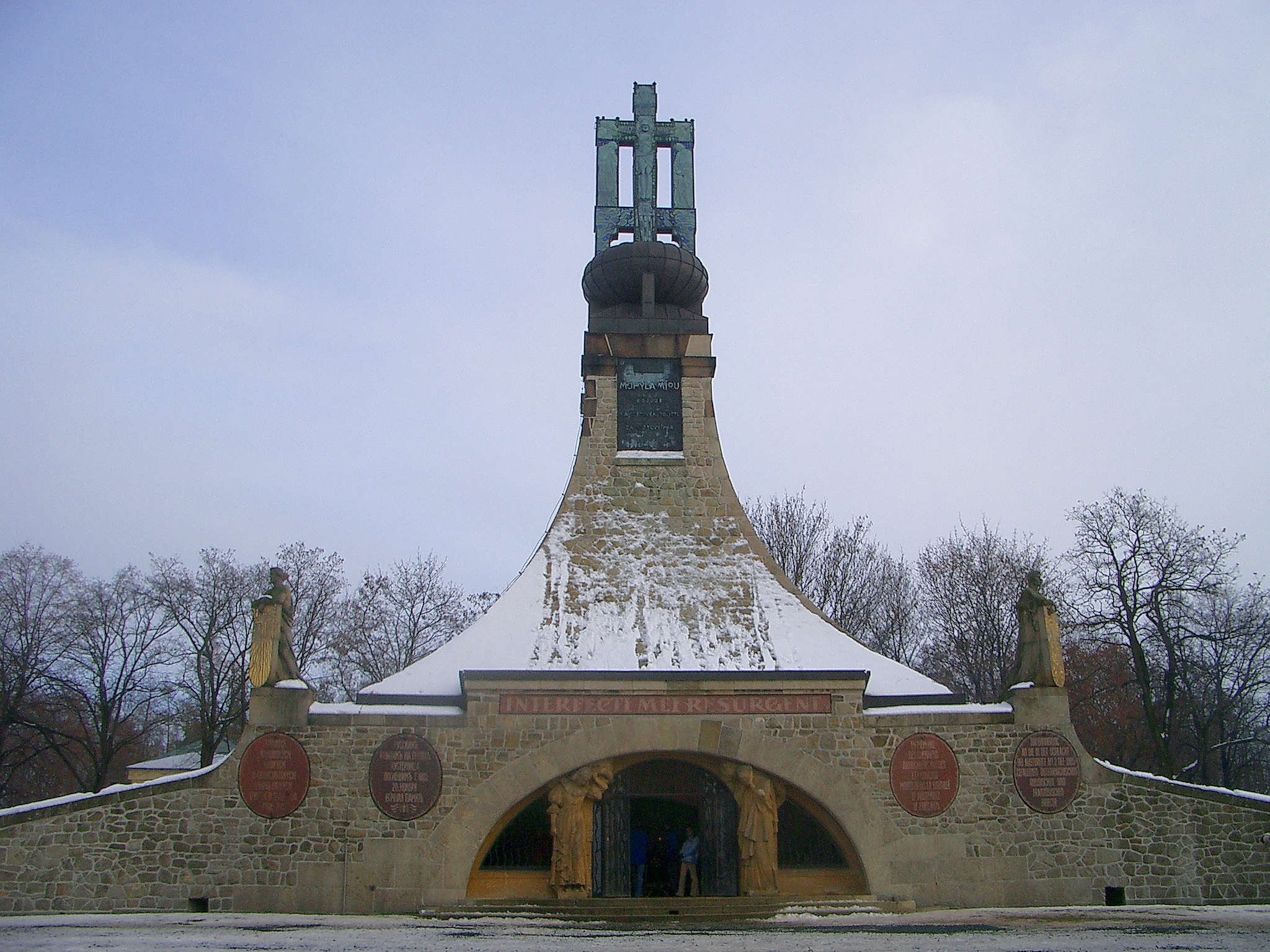
Tumulo della Pace a Pratzen

Salendo sul Santon sono ancora visibili le tracce delle trincee difensive. Sul Pratzen, a sud del villaggio eponimo, sorge il Mohyla Miru, il "Tumulo della Pace". Il memoriale fu progettato e costruito fra il 1910 e il 1912 in stile Art Nouveau da Josef Fanta, un architetto di Praga, su iniziativa del sacerdote Alois Slovak. La prima guerra mondiale rinviò la sua inaugurazione fino al 1923. Alto 26 metri, presenta una base quadrata, con agli angoli quattro statue femminili che simboleggiano la Francia, l'Austria, la Russia e la Moravia. All'interno si trova una cappella con un ossario. Un piccolo museo ricorda la battaglia e il 2 dicembre di ogni anno gli eventi della battaglia di Austerlitz sono commemorati con una cerimonia.
La Stará pošta ("vecchia stazione di posta"), tra Pozořice e Kovalovice, è un edificio d'epoca originale risalente al 1785, che oggi funziona come albergo e ristorante. Il 28 novembre 1805 il generale della cavalleria francese Murat fissò qui il suo quartier generale, ma il giorno della battaglia si trovava invece in mano russa e il generale Bagration vi aveva posto il suo. Dopo la battaglia Napoleone vi passò la notte e tenne le prime trattative sull'armistizio. All'interno un piccolo museo commemora questi eventi.

## Nella cultura di massa

### Monumenti

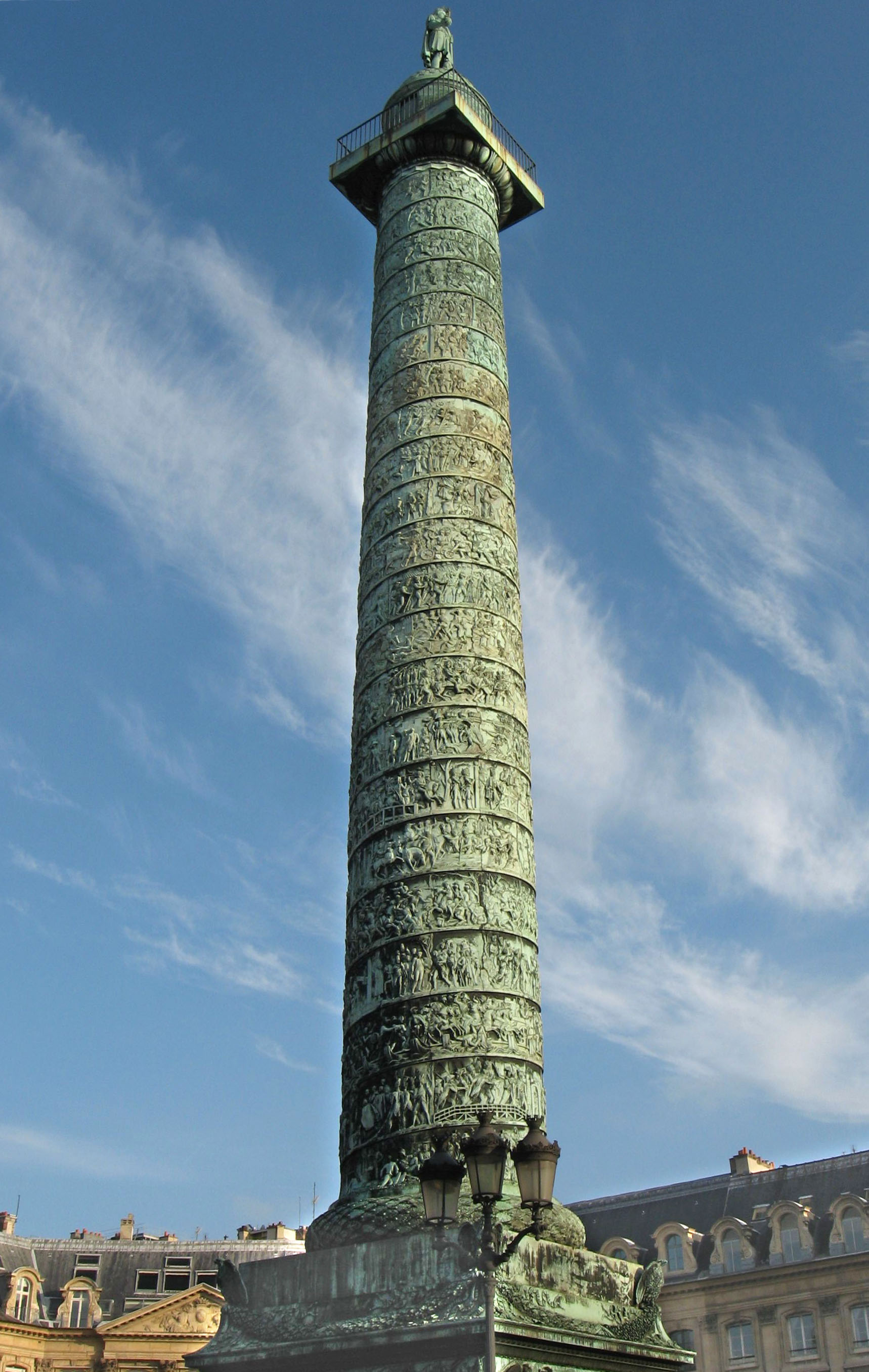
La colonna Vendôme a Parigi

Per commemorare le sue vittorie militari degli anni precedenti, tra il 1806 e il 1807 Napoleone fece edificare a Parigi l'Arc de Triomphe du Carrousel, un arco trionfale in stile neoclassico; disegnato dagli architetti Charles Percier e Pierre-François-Léonard Fontaine, l'arco celebra, tra le altre, la vittoria della Grand Armée ad Austerlitz con delle decorazioni plastiche di Charles Meynier.
Sempre nel 1806, per far rivivere la tradizione romana, Napoleone ordinò la costruzione di un altro arco trionfale, molto più maestoso, per glorificare la Grand Armée. Il monumento era il debito di una promessa fatta ai suoi soldati all'indomani della vittoria di Austerlitz: «Vous ne rentrerez dans vos foyers que sous des arcs de Triomphe» ("Non rientrerete alle vostre case che sotto un arco di Trionfo"). Completato solo nel 1836 e situato sulla riva destra della Senna al centro di una configurazione dodecagonale di dodici viali radianti, l'Arc de Triomphe de l'Etoile è oggi uno dei più importanti monumenti di Parigi.
Nel 1810 il bronzo dei cannoni austriaci e russi catturati fu utilizzato per forgiare la colonna Vendôme, monumento celebrativo dei trionfi di Napoleone, che in seguito alla Restaurazione francese, con l'alternarsi dei diversi governi, subì diverse modifiche. Nel 1871, durante il breve periodo della Comune di Parigi, fu demolita come simbolo di militarismo e imperialismo, per poi essere ricostruita nel 1873 dopo la fine della Comune.
Nel 1806 il ponte Jardin des plantes che attraversa la Senna a Parigi fu rinominato Pont d'Austerlitz.

### Il "sole di Austerlitz"
L'espressione "il sole di Austerlitz", pronunciata varie volte in seguito da Napoleone a significare una svolta inattesa e clamorosa degli eventi a lui favorevole, fa riferimento al fatto che la battaglia iniziò nella nebbia che parve intralciare la manovra dell'imperatore; nella mattinata tuttavia la nebbia subitaneamente si dissolse sotto i raggi del sole, in coincidenza con l'azione ovunque vittoriosa delle truppe francesi. L'episodio si ritrova citato anche in Guerra e pace di Lev Tolstoj:
(Lev Tolstoj, Guerra e pace)
Ancora il 7 settembre 1812, rivolto alle sue truppe prima della battaglia di Borodino, per galvanizzare i suoi uomini e incitarli a ripetere l'impresa del 1805 ad Austerlitz, Napoleone esclamerà: «Voilà le soleil d'Austerlitz!». Ancora oggi la frase è una delle più popolari citazioni nella cultura francese.

### Nella letteratura, nella musica e nel cinema

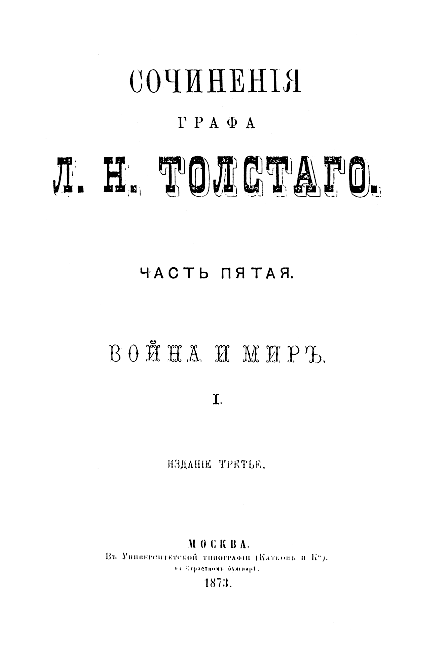
Edizione del 1873 di Guerra e pace in lingua originale

La battaglia di Austerlitz è un evento fondamentale nel romanzo Guerra e pace di Lev Tolstoj. Mentre la battaglia sta per iniziare, il principe Andrej, uno dei personaggi principali, pensa che «quello sarebbe stato il giorno della sua Tolone, o del suo Ponte d'Arcole», riferimenti alle prime vittorie di Napoleone. Sentendo sparare invisibilmente nella nebbia, Andrej immagina di potersi finalmente coprire di gloria e pensa fra sé e sé: «laggiù, con la bandiera in mano, andrò avanti e infrangerò ogni ostacolo di fronte a me». Più tardi, finalmente coinvolto nella battaglia, Andrej viene ferito ed è proprio Napoleone, il suo eroe, a trovarlo riverso sul campo di battaglia, durante il suo giro di perlustrazione a cavallo dopo la vittoria, e a ordinare che venga medicato. Ma gli orrori dello scontro appena concluso hanno ormai preso il sopravvento, è sopraggiunto il disincanto, e la figura di Napoleone gli appare ormai piccola, meschina e vana «in confronto a quel cielo così alto, così giusto e saggio che egli aveva veduto e capito». Tolstoj, che era noto per il suo odio verso Napoleone, ritrae Austerlitz come un test iniziale per la Russia, che finì male solo perché i soldati avevano combattuto per cose irrilevanti come la gloria o la fama, piuttosto che per quelle virtù più alte ed edificanti che, secondo il romanziere russo, avrebbero invece portato alla vittoria di Borodino durante l'invasione francese del 1812.
Tra il 1802 e il 1804, Ludwig van Beethoven compose l'epica Terza Sinfonia, ispirata agli ideali della Rivoluzione francese e alle gesta di Napoleone, inteso come eroe "liberatore" dei popoli d'Europa. Appresa nell'estate del 1804 la notizia che Napoleone si era fatto incoronare imperatore di Francia, Beethoven si disse disgustato: «È solo un mascalzone come tutti gli altri». Pare che il compositore cancellò così violentemente il nome di Napoleone dal suo manoscritto da lasciare un buco sullo spartito. Eppure di nuovo alla fine del 1804 ammettè che «il titolo vero della sinfonia è Bonaparte» e nel 1806, probabilmente impressionato dalle continue imprese e vittorie di Bonaparte contro l'Ancien Régime, tra cui certamente Austerlitz, il titolo della sinfonia fu mutuato da Beethoven in Sinfonia eroica composta per festeggiare il sovvenire di un grand'uomo o, più brevemente, in Eroica. Tuttavia, secondo altre interpretazioni basate su pensieri lasciati su lettere scritte di suo pugno, nell'intenzione dell'autore l'opera non era più semplicemente il ritratto di Napoleone o di un qualsivoglia eroe, ma in essa Beethoven voleva rappresentare l'immortalità delle gesta compiute dai grandi uomini.
Molte ovviamente anche le opere di propaganda francese, seppur di valore minore. Il noto critico di musica prussiano E.T.A. Hoffmann, nella sua famosa recensione sulla 5ª Sinfonia dello stesso Beethoven, «individua uno speciale abuso in una certa Bataille des trois Empereurs, una sinfonia di battaglia francese di Louis Jadin che celebra la vittoria di Napoleone ad Austerlitz».
La battaglia è anche il soggetto del film La battaglia di Austerlitz, diretto da Abel Gance (1960). Inoltre è argomento della canzone Il sole di Austerlitz di Giuni Russo (testo scritto da Franco Battiato) e del brano Il cielo di Austerlitz di Roberto Vecchioni.

### Annotazioni
1. ↑  Con il  Regno d'Italia: all'interno dell'esercito francese partecipò alla battaglia anche la Guardia reale dell'esercito del regno d'Italia
2. ↑  Assunse anche questa denominazione in quanto furono presenti contemporaneamente sul campo Napoleone Bonaparte, imperatore dei francesi, lo zar Alessandro I di Russia e l'imperatore d'Austria nonché imperatore del Sacro Romano Impero Francesco II d'Asburgo-Lorena (in realtà non attivamente presente sul campo di battaglia)[4].
3. ↑  Il cui vero nome in realtà era Bosenitz-berg. Il nome Santon (Santone) le fu affibbiato dai veterani della campagna d'Egitto per la somiglianza della sagoma del monticello, sovrastato dal campanile di una piccola cappella, con quella dei minareti visti in Palestina; vedi Russo, p. 90.
4. ↑  I numeri dei soldati francesi coinvolti nella battaglia variano a seconda delle fonti: 65 000, 67 000 o 75 000 sono altre cifre spesso presenti nella letteratura storica. La discrepanza deriva dal fatto che i 7 000 uomini del generale Davout non si trovavano ancora ad Austerlitz nel momento in cui cominciò la battaglia. L'inclusione o esclusione di queste truppe è una questione di preferenza (in questa voce sono stati conteggiati insieme agli altri 66/67 000 soldati francesi sul campo). David Chandler, ad esempio, non conteggia il III Corpo e indica 67 000 uomini[53].
5. ↑  Anche i numeri delle truppe alleate presenti nella battaglia variano a seconda delle fonti; 73 000, 84 000 o 85 000 sono altre cifre spesso indicate. Andrew Uffindell fornisce una stima di 73 000 effettivi[57]. David G. Chandler sostiene invece fossero 85 000[58]. In Napoleon and Austerlitz, Bowden scrive che il numero di 85 000 soldati, tradizionalmente accettato per gli alleati, riflette la loro forza teorica, e non gli uomini effettivamente presenti sul campo di battaglia[59].
6. ↑  A questo punto, in battaglia Kutuzov avrebbe dovuto comandare solo il IV Corpo dell'esercito alleato, anche se in realtà il comando rimase de facto nelle sue mani, perché lo zar aveva paura di farsene carico direttamente, nel caso il piano da lui scelto fosse fallito[35].
7. ↑  Secondo alcune fonti, probabilmente di propaganda, la sicurezza dell'imperatore era tale che egli si limitò a "invitare" il suo maresciallo in battaglia: «après-demain, nous allons livrer bataille; hâtez-vous si vous voulez y prendre part» ("Dopo domani, daremo battaglia; affrettatevi se volete prendervi parte")[69].
8. ↑  Questa tesi è contestata dagli storici moderni sulla base di due considerazioni: la profondità di gran parte di questi stagni non raggiungeva l'altezza d'uomo; i cadaveri ritrovati successivamente furono (relativamente) assai pochi (è stato accertato il ritrovamento di trentotto cannoni e 130 carcasse di cavalli nel lago palustre di Satschan), anche se alcune fonti riportano un numero oscillante tra le 200 e le 2 000 vittime. L'interpretazione che viene data è che il ghiaccio, probabilmente già colpito da palle di cannone nelle fasi precedenti della battaglia, si ruppe sotto il peso stesso degli uomini e dei cannoni e molti soldati fuggitivi riuscirono comunque a uscire dall'acqua e poi si dispersero o entrarono nella conta dei prigionieri. Le cifre delle prime descrizioni della battaglia si basarono sui bollettini dell'armata francese, che su questi numeri non erano molto attendibili, e su alcune descrizioni di militari francesi che videro da lontano l'episodio e che riferirono gli aspetti emotivi piuttosto che quelli reali. In seguito venne sfruttato dalla propaganda antinapoleonica, dimenticando che molti russi furono salvati dagli stessi francesi[104][105][106].

### Fonti
1. ↑  Russo, p. 109.
2. 1 2 3  Chandler Ita, p. 519.
3. 1 2  Chandler Ita, p. 537.
4. ↑  Chandler Eng, pp. 432-433.
5. ↑  Chandler Eng, pp. 416-417.
6. ↑   Giuseppe A. Barbazeni, La battaglia della Moscova, Giuseppe A. Barbazeni, 2012,  p. 35, ISBN 978-88-6755-182-8.
7. 1 2  Gilbert, p. 133.
8. ↑  Lefebvre, pp. 104-106.
9. ↑   Philip Haythornthwaite, Le campagne di Napoleone in Italia, Osprey Publishing, 1998,  p. 36, ISBN 84-8372-012-4.
10. ↑  Lefebvre, p. 120.
11. ↑   Indro Montanelli, Storia d'Italia, 4 1789 - 1831, RCS Libri S.p.A., 2006,  pp. 106-111.
12. ↑  Chandler Eng, p. 304.
13. ↑  Lefebvre, pp. 170-175.
14. ↑   Guido Gerosa, Napoleone, Mondadori, 1995,  p. 292, ISBN 88-04-41829-X.
15. ↑  NapoleoneAAVV, p. 36;  Antonio Spoto, Napoleone Bonaparte - 1ª parte, su pdsm.altervista.org. URL consultato il 25 ottobre 2010.
16. ↑   Antonio Spoto, Napoleone Bonaparte - 2ª parte, su pdsm.altervista.org. URL consultato il 26 ottobre 2010.; Lefebvre, pp. 192-195.
17. ↑  Lefebvre, pp. 196-197.
18. ↑  Chandler 1990, pp. 6-8.
19. ↑  Chandler 1990, pp. 25-27.
20. 1 2  Chandler Eng, p. 332.
21. ↑  (EN) Medal commemorating the planned invasion of England, su collections.rmg.co.uk. URL consultato il 21 aprile 2015.; (EN) Medal commemorating the invasion of England, 1804, su collections.rmg.co.uk. URL consultato il 21 aprile 2015.; (EN) Craig M. White, The Great German Nation: Origins and Destiny, AuthorHouse, 2007,  p. 146, ISBN 978-1-4343-2549-5.
22. ↑  Chandler Eng, p. 323.
23. ↑  Chandler Eng, p. 333.
24. ↑  Fremont & Fisher, p. 33;  Umberto Cerroni, Le origini del socialismo in Russia, vol. 88, Riuniti, 1965,  p. 29.;  Lev Tolstoj, Guerra e pace, a cura di Igor Sibaldi, Edizioni Mondadori, 2015, ISBN 978-88-520-6117-2.
25. ↑  Fremont & Fisher, p. 31.
26. ↑  Uffindell, p. 155.
27. 1 2  Fremont & Fisher, p. 32.
28. ↑  (EN) Karl Stutterheim, A Detailed Account of The Battle of Austerlitz, a cura di John Pine-Coffin, Londra, Thomas Goddard, 1807,  p. 46.
29. ↑  Lefebvre, pp. 197-198.
30. ↑  Lefebvre, p. 242;  Cesare Balbo, Della storia d'Italia dalle origini fino ai nostri giorni, a cura di Fausto Nicolini, vol. 2, Bari, GIUS. LATERZA & FIGLI, 1914.
31. ↑  Chandler 1990, pp. 15-16.
32. 1 2  Lefebvre, p. 243.
33. ↑   Gioacchino Murat, su sorrentoholiday.info. URL consultato il 20 aprile 2015 (archiviato dall'url originale il 5 marzo 2016).;  Léonard Gallois, Storia di Gioacchino Murat, G. Ruggia e c.o, 1838,  p. 100.
34. ↑  Chandler Eng, p. 407.
35. 1 2 3 4 5 6 7 8 9 10 11 12  Quốc, pp. 154-160.
36. ↑  Lefebvre, pp. 243-244.
37. ↑  Chandler Eng, p. 409.
38. ↑  Lefebvre, p. 244.
39. ↑  (EN) Eric Dorn Brose, German history, 1789-1871: from the Holy Roman Empire to the Bismarckian Reich,  p. 46, ISBN 978-1-57181-056-4.
40. ↑  McLynn, pp. 341-342.
41. 1 2  Chandler Eng, p. 410.
42. ↑  (FR) Amis de Napoléon, Institut Napoléon, Revue des études napoléoniennes, vol. 20, Skatkine Reprints, 1931,  p. 260.
43. ↑  Garnier, pp. sez. 20.
44. ↑  (FR) Jean Sénéchal, Austerlitz: La grande manoeuvre - Préparatifs de la bataille, su napoleon.org. URL consultato il 19 agosto 2015 (archiviato dall'url originale il 4 marzo 2016).
45. 1 2  Chandler Eng, p. 411.
46. ↑  Lefebvre, p. 245.
47. ↑  Kagan, p. 566.
48. 1 2  Chandler Eng, p. 413.
49. ↑  (EN) Battlefield of Austerlitz, su austerlitz.org. URL consultato il 28 aprile 2015.
50. ↑  Chandler Eng, pp. 412-413.
51. 1 2  Chandler Eng, p. 412.
52. 1 2  Uffindell, p. 19.
53. 1 2 3  Chandler Eng, p. 416.
54. ↑  (EN) Berthier, Louis-Alexandre, 1753-1815, su findingaids.princeton.edu, Princeton University. URL consultato il 26 aprile 2015 (archiviato dall'url originale il 23 maggio 2015).
55. ↑  (EN) Robert Goetz, 1805, Austerlitz: Napoleon and the Destruction of the Third Coalition, Greenhill Books, 2005,  p. 336, ISBN 978-1-85367-644-4.
56. ↑  (EN) Stephen Millar, Russian-Austrian Order-of-Battle at Austerlitz: 2 December 1805, su napoleon-series.org. URL consultato il 26 aprile 2015.
57. 1 2 3  Uffindell, p. 25.
58. ↑  Chandler Eng, p. 417.
59. ↑  (EN) pp. 479-481 Scotty Bowden, Napoleon and Austerlitz: An Unprecedentedly Detailed Combat Study of Napoleon's Epic Ulm-Austerlitz Campaigns of 1805, Emperor's Press, 1997, ISBN 978-0-9626655-7-8.
60. ↑  (EN) Frederick C. Schneid, Napoleon's conquest of Europe: the War of the Third Coalition, Greenwood Publishing Group, 2005,  p. 137, ISBN 978-0-275-98096-2.
61. ↑  Kagan, p. 574.
62. ↑  (EN) Richard Brooks (anche editore), Atlas of World Military History,  p. 109.
63. 1 2 3 4  Fremont & Fisher, p. 48.
64. 1 2 3 4  Fremont-Barnes, p. 19.
65. 1 2 3 4  (FR) Austerlitz 1805-2005 - Citations historique, su vialupo.com. URL consultato il 2 maggio 2015.
66. 1 2 3 4 5 6  Fremont-Barnes, p. 22.
67. 1 2 3 4  Chandler Eng, p. 420.
68. 1 2  Fremont-Barnes, p. 21.
69. ↑  (FR) 2 décembre 1805 - La bataille d'Austerlitz - Préparatifs, su histoire-empire.org. URL consultato il 2 maggio 2015.
70. ↑  Fremont-Barnes, p. 20.
71. ↑  Kagan, p. 610.
72. ↑  (FR) 2 décembre 1805 - La bataille d'Austerlitz - Veillée d'armes - 1er décembre au soir, su histoire-empire.org. URL consultato il 2 maggio 2015.
73. 1 2  Kagan, p. 581.
74. 1 2  Russo, p. 111.
75. ↑  (FR) 2 décembre 1805 - La bataille d'Austerlitz - 5 heures du matin - Le Pratzen, su histoire-empire.org. URL consultato il 2 maggio 2015.
76. ↑  Kagan, p. 583.
77. ↑  Fremont & Fisher, pp. 48-49.
78. 1 2 3  Fremont & Fisher, p. 49.
79. ↑  Kagan, p. 589.
80. 1 2 3 4 5 6  (EN) Rickard J., Battle of Austerlitz, 2 December 1805, su historyofwar.org, History of War. URL consultato il 15 maggio 2015.
81. ↑  Kagan, pp. 598-599.
82. ↑  Russo, p. 112.
83. ↑  Russo, pp. 110-111.
84. ↑  (FR) 2 décembre 1805 - La bataille d'Austerlitz - 8 heures 30 - Le Zuran, su histoire-empire.org. URL consultato il 2 maggio 2015.
85. ↑  Chandler 1990, pp. 56-57.
86. ↑  Uffindell, p. 21.
87. ↑  Chandler 1990, pp. 57-58.
88. ↑  Chandler 1990, p. 58.
89. 1 2  Chandler Eng, p. 425.
90. ↑  Chandler 1990, pp. 58-59.
91. 1 2  Fremont & Fisher, pp. 49-50.
92. ↑  Rapp, pp. 60-62.
93. ↑  Fremont & Fisher, p. 51.
94. ↑  (FR) 2 décembre 1805 - La bataille d'Austerlitz - Le Pratzen, su histoire-empire.org. URL consultato il 9 maggio 2015.
95. ↑  Chandler Eng, p. 59.
96. 1 2  (FR) 2 décembre 1805 - La bataille d'Austerlitz - Épilogue, su histoire-empire.org. URL consultato il 17 maggio 2015.
97. ↑  Kagan, pp. 610-611.
98. ↑  Valzania, p. 145.
99. 1 2  Kagan, p. 615.
100. 1 2 3  Fremont & Fisher, p. 52.
101. ↑  Kagan, p. 619.
102. ↑  Kagan, p. 620.
103. ↑  Chandler Eng, p. 432.
104. ↑  (EN) John Holland Rose, capitolo XXIII. Austerlitz, in The Life of Napoleon I, vol. 2, terza edizione, Londra, G. Bell and Sons, 1910,  p. 38.
105. ↑  (EN) The Ice Incident at the Battle of Austerlitz, su ehr.oxfordjournals.org, Oxford University Press. URL consultato il 13 maggio 2015.
106. ↑  (EN) Le « bobard » sordide des étangs de Satschan, su napoleonicsociety.com, International Napoleonic Society. URL consultato il 16 maggio 2015.
107. 1 2  (FR) Il n'y a plus d'ennemis après la victoire, mais seulement des hommes, su napoleonicsociety.com, International Napoleonic Society. URL consultato il 18 maggio 2015.
108. 1 2 3  (FR) AUSTERLITZ, su histoiredelafrance.e-monsite.com, Histoire de la France. URL consultato il 22 maggio 2015.
109. ↑  (FR) Inquiétude de l’empereur d’Autriche et générosité de Napoléon, su napoleonicsociety.com, International Napoleonic Society. URL consultato il 24 maggio 2015.
110. ↑  (FR) Le peu honorable stratagème du tsar pour se tirer d’affaire, su napoleonicsociety.com, International Napoleonic Society. URL consultato il 24 maggio 2015.
111. 1 2 3  (FR) Pascal Cazottes, AUSTERLITZ LA BATAILLE DES TROIS EMPEREURS, su napoleonicsociety.com, International Napoleonic Society. URL consultato il 17 maggio 2015.
112. ↑  Alison, p. 490.
113. ↑  (FR) Austerlitz, su amicale14.fr. URL consultato il 26 maggio 2015.
114. ↑  (FR) L. Michelant, Faits mémorables de l'histoire de France, su vallee-du-ciron.com. URL consultato il 26 maggio 2015.
115. ↑  (FR) Pascal Cazottes, LA LÉGION D’HONNEUR, su napoleonicsociety.com. URL consultato il 26 maggio 2015.
116. ↑  (FR) John Tarttelin, GESTES DE GÉNÉROSITÉ ET DE BONTÉ DE NAPOLÉON, su napoleonicsociety.com. URL consultato il 26 maggio 2015.
117. 1 2  (FR) Napoleone I e AA.VV., Recueil de pièces authentiques sur le captif de Sainte-Hélène…: mémoires et documents écrits ou dictés par l'Empereur Napoléon, Parigi, A. Corréard, 1822,  p. 108.
118. 1 2  Russo, p. 132.
119. ↑  (EN) Lieutenant General Przhebishevsky’s Report on Actions of the 3rd Column during the Battle of Austerlitz, su napoleon-series.org, The Napoleon Series. URL consultato il 14 maggio 2015.
120. 1 2  (EN) Lonny L. Grout, Austerlitz: Napoleon Makes His Own Luck, su militaryhistoryonline.com. URL consultato il 17 maggio 2015.
121. ↑  Fisher, p. 42.
122. ↑  (EN) Emil Reich, Abidcation of Francis the Second, in Select Documents Illustrating Mediæval and Modern History, Londra, P.S. King & Son, 1905,  p. 622, OCLC 4426595.
123. ↑   Presburgo, su treccani.it. URL consultato il 24 maggio 2015.; (EN) Charles Esdaile, Napoleon's Wars. An International History, Penguin, 2007,  p. 227, ISBN 978-0-14-101420-3.
124. ↑  (EN) Bill Bodden, Austerlitz: Battle of Three Emperors, su avalanchepress.com. URL consultato il 19 maggio 2015.
125. ↑  Stanhope's Life of the Rt Hon. William Pitt (1862), vol. IV, p. 369.
126. ↑  Russo, p. 129.
127. ↑  Fisher, pp. 42-44.
128. 1 2  (EN) Jacques Garnier, «Napoleon's perfect battle», an interview with Jacques Garnier, su Chanteranne David (a cura di), napoleon.org. URL consultato il 28 maggio 2015.
129. ↑  (EN) H. P. Willmott e Michael B. Barrett, Clausewitz Reconsidered, ABC-CLIO, 2009,  pp. 21-22, ISBN 978-0-313-36277-4.
130. ↑  McLynn, p. 350.
131. ↑  (EN) David Nicholls, Napoleon: A Biographical Companion, ABC-CLIO, 1999,  p. 138, ISBN 978-0-87436-957-1.
132. ↑  (EN) Christa Hook, Austerlitz 1805: The Fate of Empires, a cura di Ian Castle, Osprey Publishing, 2002,  pp. 89-90, ISBN 978-1-84176-136-7.
133. ↑  (EN) Chris J. Bickerton, France's history wars, su mondediplo.com, 2006. URL consultato il 28 maggio 2015.
134. ↑  (EN) Jan Repa, Furore over Austerlitz ceremony, su news.bbc.co.uk, BBC News.
135. ↑  (FR) Napoleone, Bulletin de la Grand Armèe - Version officielle du 12 frimaire an XIV, su vialupo.com. URL consultato il 3 giugno 2015.
136. ↑  Garnier, pp. sez. 18-23.
137. ↑  (FR) Relais de Poste, su vialupo.com. URL consultato il 3 giugno 2015.;(FR) Monument de la Paix, su vialupo.com. URL consultato il 3 giugno 2015.;(EN) Austerlitz Monument Of Peace, su picturingeurope.com. URL consultato il 3 giugno 2015.;(EN) Michael Rayner, Battlefields, Struik, 2006,  p. 15, ISBN 978-1-77007-417-0.
138. ↑  (FR) Arc de Triomphe du Carrousel, su insecula.com. URL consultato il 21 giugno 2015 (archiviato dall'url originale il 21 giugno 2015).
139. ↑  (FR) Karine Huguenaud, Arc de Triomphe de l'Etoile - Paris, su napoleon.org. URL consultato il 21 giugno 2015.
140. ↑  (FR) Darnis Jean-Marie, Autour de la colonne de la Grande Armée, su napoleon.org. URL consultato il 26 maggio 2015.
141. ↑  Guerra e pace, p. 351.
142. ↑  Citato in Œuvres de Napoléon Bonaparte, Albert Maurin, éd. Bureau de la Société des travailleurs réunis, Paris, 1849, t. 5, p. 42.
143. ↑  (FR) MOTS HISTORIQUES, su dinoutoo.pagesperso-orange.fr. URL consultato il 24 giugno 2015.
144. ↑  (FR) Des petites phrases pour une grande histoire, su vdaucourt.free.fr. URL consultato il 24 giugno 2015.
145. ↑  Guerra e pace, cap. XV, p. 2.
146. ↑  Guerra e pace, cap. XV, p. 3.
147. ↑  Guerra e pace, cap. XIX, p. 9.
148. ↑  (EN) Rick McPeak e Donna Tussing Orwin, Tolstoy On War - Narrative Art and Historical Truth in "War and Peace", Cornell University Press, 2012,  pp. 106-110, ISBN 978-0-8014-6545-1.
149. ↑   Giuseppe Rausa, Beethoven e Napoleone: una partenza più volte annunciata, su pbs.org. URL consultato il 7 giugno 2015.
150. ↑  (EN) Beethoven's Eroica, su pbs.org, PBS Home. URL consultato il 7 giugno 2015.
151. ↑   Barry Cooper, Beethoven, Oxford University Press US, 2008, ISBN 978-0-19-531331-4.
152. ↑  (EN) Stephen C. Rumph, Beethoven After Napoleon: Political Romanticism in the Late Works, vol. 14, Oxford, University of California Press, 2004,  p. 12, ISBN 978-0-520-93012-4.